# أغسطس 2005

## الأربعاء31 أغسطس2005
• مقتل 800 في انهيار جسر الأئمة بشمال بغداد'• :

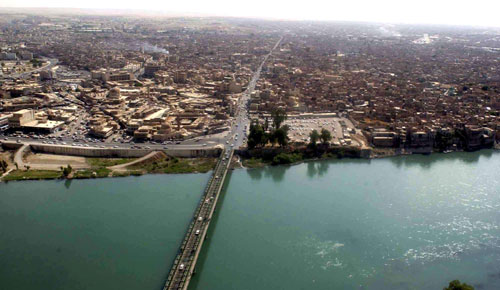
دجلة سقط من فوق الجسر على نهر دجلة.

عدد من الضحايا، بلغ800 شخص قضوا، و400 جربح، غرقوا بعد أن سادت حالة من الهلع إثر شائعات بوجود مفجر انتحاري بين العابرين، أثناء مشاركتهم في إحياء ذكرى الإمام الشيعي موسى الكاظم. وكان سبعة أشخاص قتلوا وجرح 36 آخرون لدى إطلاق قذائف هاون صباح اليوم على نفس الضريح، وتسببت أنباء إطلاق القذائف لموجة من الذعر وسقوط العديد من المشاركين في النهر. بعد أن صرخ أحد المارة على الجسر محذرا من وجود مفجر انتحاري، الأمر الذي أثار حالة من الهلع بين الآلاف من الشيعة الذين كانوا في طريقهم لمسجد الكاظمية، ودفع البعض للقفز من فوق الجسر في نهر دجلة.وقد تضاربت الأنباء حول أسباب الحادث. فأوعزه وزير الصحة العراقية للتفجيرات، وبسبب حالة التدافع وانهيار جزء من الجسر وسقوطهم في مياه النهر، إثر سريان شائعات عن وجود مفخخات على الجسر. ووقوع حالات تسمم إثر تناول أطعمة ومياه من مصادر مجهولة.و دعا عدنان الدليمي رئيس مؤتمر أهل السنة في العراق إلى تشكيل لجنة طبية وقضائية للتحقيق في الواقعة. والتعاون للابتعاد عن أي فتنة.
• اعتراف بوش بأن بلاده تواجه عدوا عنيدا بالعراق.: دعا بوش أمام جنود أميركيين في قاعدة سان دييجو البحرية بولاية كاليفورنيا بمناسبة الذكرى الستين لاستسلام اليابان «إلى الاستفادة من عبر الماضي للتغلب على الإرهاب وتحويل العراق من عدو منهزم إلى حليف ثابت كما حصل مع اليابان بعد الحرب العالمية الثانية». وقال ان بلاده تواجه أعداء عتيدين تحكهم ايديولوجية قاسية.
• السنة يطالبون بإقالة وزير الداخلية الشيعي •: عدنان الدليمي الناطق الرسمي باسم مؤتمر أهل السنة في العراق جدد في مؤتمر صحفي مشترك مع زلماي خليل زاده السفير الأميركي في بغداد التأكيد بأن مشروع الدستور لا يعكس طموحات الشعب العراقي. كما طالب بإقالة وزير الداخلية بيان جبر واتهم قواته بارتكاب ما وصفها مجازر ضد السنة، قائلا إن عمليات القتل الأخيرة ضد السنة لن تؤدي إلا إلى مزيد من المشاكل.
• إمريكا تواجه كارثة إعصار كاتريناالمدمر •:

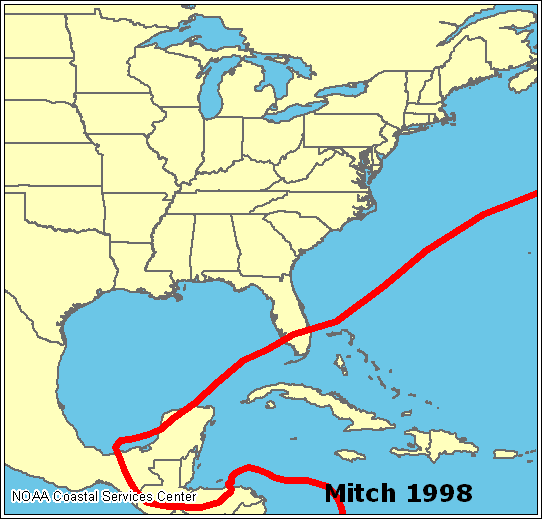
خط سير الإعصار

الرئيس بوش قطع إجازته الصيفية والعودة إلى واشنطن لتنسيق الجهود ومساعدة المنكوبين من دمار إعصار كاترينا في الولايات الجنوبية.وتعكف طائرات خفر السواحل والجيش الإمريكي على انتشال سكان الولايات الجنوبية من أسطح المنازل بعد أن غمرت المياه أجزاء شاسعة من المدن. ولا يزال السكان يواجهون مخاطر مخلفاتها. ويقول المسئولون في نيو أورلينز. وهي أكبر مدن الجنوب الإمريكي.إن أكثر من 80 % من مساحة المدينة تغمرها المياه. وتخشى السلطات في ولايات لويزانا. ومسيسبي. وألاباما. وجورجيا. أن يكون مئات الأشخاص قد لقوا مصرعهم نتيجة أقوى إعصار يضرب المنطقة على الإطلاق. كما أنقطع التيار الكهربائي والمياه والخدمات الصحية عن ملايين المواطنين في تلك المناطق وتشير التقديرات إلى أن الخسائر المادية ستبلغ 55 مليار دولار؟.وقال متحدث باسم مدينة بلاكسي. المطلة على خليج المكسيك. في ولاية مسيسبي الأميركية أن يكون مئات الأشخاص قد لاقوا حتفهم في المدينة نتيجة للإعصار الذي ضرب سواحل الولايات الجنوبية.وأن موجة مد ارتفاعها تسعة أمتار أغرقت بلاكسي الساحلية وحاصرت بعض السكان في منازلهم وكانت السلطات الأميركية قد أعلنت في وقت سابق أن 55 شخصا على الأقل قتلوا في مسيسبي بسبب إلإعصار الذي أوقع دمارا واسعا وأضرارا مادية جسيمه رغم أن رجال الإنقاذ لم يصلوا بعد إلى عدة مناطق ضربها الإعصار في مسيسبي فإن حاكم الولاية هالي باربور قال إن الأضرار بلغ مستويات «كارثية».فقد ألقت الرياح الهادرة بالأنقاض في الهواء وأطاحت بالنوافذ في الفنادق العالية بالمدينة ووأطاحت بسقف صالة لويزانا سوبردوم العملاقة المغطاة للألعاب الرياضية التي لجأ إليها 10 آلاف شخص هربا من العاصفة الخطيرة. التي أجبرت شركات النفط لوقف إنتاجها في الكثير من المنصات البحرية التي توفر ربع إنتاج البترول والغاز الأميركي.
• أعرب مجلس الوزراء السعودي عن الأمل بأن يستجيب الدستور العراقي لتطلعات الشعب العراقي في تكريس وحدته الوطنية والمحافظة على هويته العربية الإسلامية وتعزيز الأمن والاستقرار. •
• حرب المظاهرات بالعراق حول الدستور •: :
شهد العراق امس ما يشبه حرب مظاهرات مؤيدة ومعارضة لمسودة الدستور المقرر طرحها في استفتاء عام في منتصف أكتوبر المقبل، بينما ادي قصف جوي أمريكي في مدينة القائم علي الحدود السورية الي استشهاد 56 شخصا.وكانت مدن السماوة والكوت والبصرة جنوبي العراق قد شهدت أمس تظاهرات شارك فيها آلاف الشيعة الذين رددوا شعارات تعبر عن التأييد للمرجعية الدينية الشيعية وتندد بحزب البعث الذي كان يرأسه الرئيس العراقي المخلوع صدام حسين.وقد احاط بالمتظاهرين العشرات من رجال الشرطة المدججين بالسلاح.وفي محافظة صلاح الدين ذات الغالبية السنية، ومسقط رأس صدام حسين، تظاهر المئات من أبناء المدينة معبرين عن رفضهم لمسودة الدستور، التي اقرتها الجمعية الوطنية العراقية (البرلمان) بمعزل عن العرب السنة الذين عبروا عن رفضهم لها وتعهدوا بإسقاطها في الاستفتاء الشعبي المزمع إجراؤه منتصف أكتوبرالمقبل.وقد رفع عدد من المتظاهرين صور صدام حسين وإعلاما عراقية ولافتات كتب عليها لا لا للدستور.. لا لا لتقسيم العراق ونعم نعم للعراق الواحد.. ولا لا للفدرالية
• أعلن الجيش الأمريكي امس عن سقوط طائرة أباتشي أمريكية ومقتل قائدها شمالي العراق بنيران أرضية اطلقتها المقاومة العراقية في بلدة تلعفر بعد اصابتها أثناء تحليقها في سماء المنطقة.كما قتل شرطي وأصيب أربعة آخرون عندما انفجرت قنبلة على دوريتهم في كركوك شمالي بغداد.وفي كركوك أيضا قتل شرطي آخر وأصيب مدنيان خلال اشتباكات وقعت بين مسلحين، وقالت الشرطة أنها لم تتوصل بعد للفئات التي شاركت في هذه الاشتباكات.واعترف الجيش الأميركي بمقتل جندي أميركي أطلق عليه النار من قبل مسلحين في مدينة تلعفر غربي الموصل •
• أعلن زلماي خليل زاد السفير الأمريكي في بغداد أمس ان في وسع القادة السياسيين العراقيين ادخال تعديلات في اللحظة الأخيرة علي مسودة الدستور إذا قرر العراقيون في ما بينهم. بينما اكد الرئيس العراقي جلال طالباني أن مسودة الدستور باتت جاهزة لطرحها علي استفتاء شعبي.•
• مصر مع الفلسطينيين حتي انهاء الاحتلال:
في كلمته أمام المجلس التشريعي الفلسطيني بغزة، أكد اللواء عمر سليمان مدير المخابرات المصرية امس. ان مصر تقف إلى جانب الفلسطينيين حتى إقامة الدولة الفلسطينية. وقال سليمان: ان الرئيس المصري حسني«مبارك عهده لكم ان تظل ايدينا بأيديكم حتى تحرير كافة الأراضي الفلسطينية وحتى يرفع العلم الفلسطيني رايتكم خفاقة في الدولة الفلسطينية». واضاف «لا امن لنا وانتم مهددون ولافرحة لنا وانتم تعانون ولا اطمئان لنا الا باسترداد حقوقكم المشروعة بثوابتها الوطنية». ليكون انهاء الاحتلال شاملا وكاملا للاراضى التي احتلت عام 67 ومؤهلا لإعلان الدولة الفلسطينة لتأخذ مكانها الطبيعي وسط امتها العربية وكان سليمان قد التقى أمس في مقر إقامته بغزة بممثلي خمسة فصائل فلسطينية هي فتح وحماس والجهاد والجبهتان الشعبية والديمقراطية لتحرير فلسطين بحث خلالها مرحلة ما بعد الانسحاب الإسرائيلي ومواصلة التهدئة. وعلى صعيد آخر يتوجه عمر سليمان اليوم الأربعاء إلى إسرائيل لبحث المسائل المتعلقة بالانسحاب ووضع معبر رفح الحدودي بين غزة ومصر.
• يعد الانسحاب من غزة نقل العملاء داخل إسرائيل • : باشرت سلطات الاحتلال الإسرائيلي نقل أسر العملاء ومئات البدو المقيمين جنوب قطاع غزة ضمن خطة أرييل شارون رئيس الوزراء الإسرائيلي للانفصال عن الفلسطينيين.فنقلت السلطات الإسرائيلية أسر نحو 16 عميلا يقيمون بمخيم الدهنية جنوب قطاع غزة إلى داخل إسرائيل، إضافة إلى 200 من سكان الدهنية، وهم بدو كانوا يسكنون صحراء سيناء خلال احتلال إسرائيل لها.وهؤلاء البدو الذين يعتبرون قاعدة تجسس إسرائيلية كبيرة سيحصلون على التعويضات نفسها التي سيحصل عليها المستوطنون الإسرائيليون.
• تجميد أموال السلطة الفلسطينية في أمريكا• : قررت محكمة فيدرالية أمريكية تجميد جميع أرصدة السلطة الفلسطينية في الولايات المتحدة، وذلك لعدم دفع السلطة الفلسطينية 116 مليون دولار تعويضا قضت به إحدى المحاكم الأمريكية العام الماضي لأقارب رجل وامرأة من اليهود الأمريكيين قتلا في إسرائيل عام 1996 بنيران مسلحين من حركة حماس. وتشمل ارصدة السلطة الفلسطينية في الولايات المتحدة صندوقا استثماريا يدير نحو 1.3 مليار دولار.
• الأمير طلال يدعو للإصلاحات بالسعودية • : :

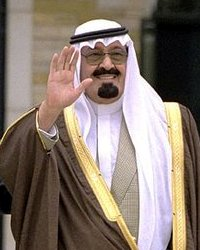
العاهل السعودي والدعوة للإصلاح

في مجلة دير شبيجل الألمانية دعا الأمير طلال بن عبد العزيز آل سعود (70 عاما) (المعزول) الأخ غير الشقيق للعاهل السعودي الراحل فهد بن عبد العزيز إلى تسريع الإصلاحات السياسية في المملكة، وقال أنه يفضل أن يكون نائبا منتخباً في البرلمان عن أن يكون ملكاً وأنه يفضل الاستعجال بالإصلاحات السياسية وتطبيق الديمقراطية وحقوق الإنسان وحرية المرأة علي مراحل بناء علي برنامج إصلاحي معلن وملتزم به. وأكد علي ضرورة تطوير مجلس الشوري الحالي بالمملكة وإعطائه بعض الصلاحيات في حق المساءلة ووضع الدستور والقوانين الخاصة بالانتخابات المقبلة. وقال بأن الشعوب العربية عموما تحكمها ديكتاتوريات. وأعرب عن خشيته من المطالبة بفيدراليات، كما يحدث في العراق، وما يطرح اليوم بلبنان، وذلك إذا لم تبادر الحكومات العربية إلي الإصلاح السياسي.وشدد في حديثه علي حرية الرأي والكلمة وحق الحرية الإعلامية واحترام مبدأ الشفافية والتخلص من عادة التكتم علي الأمور.
• الجانب الخفي من حياة صدام• :

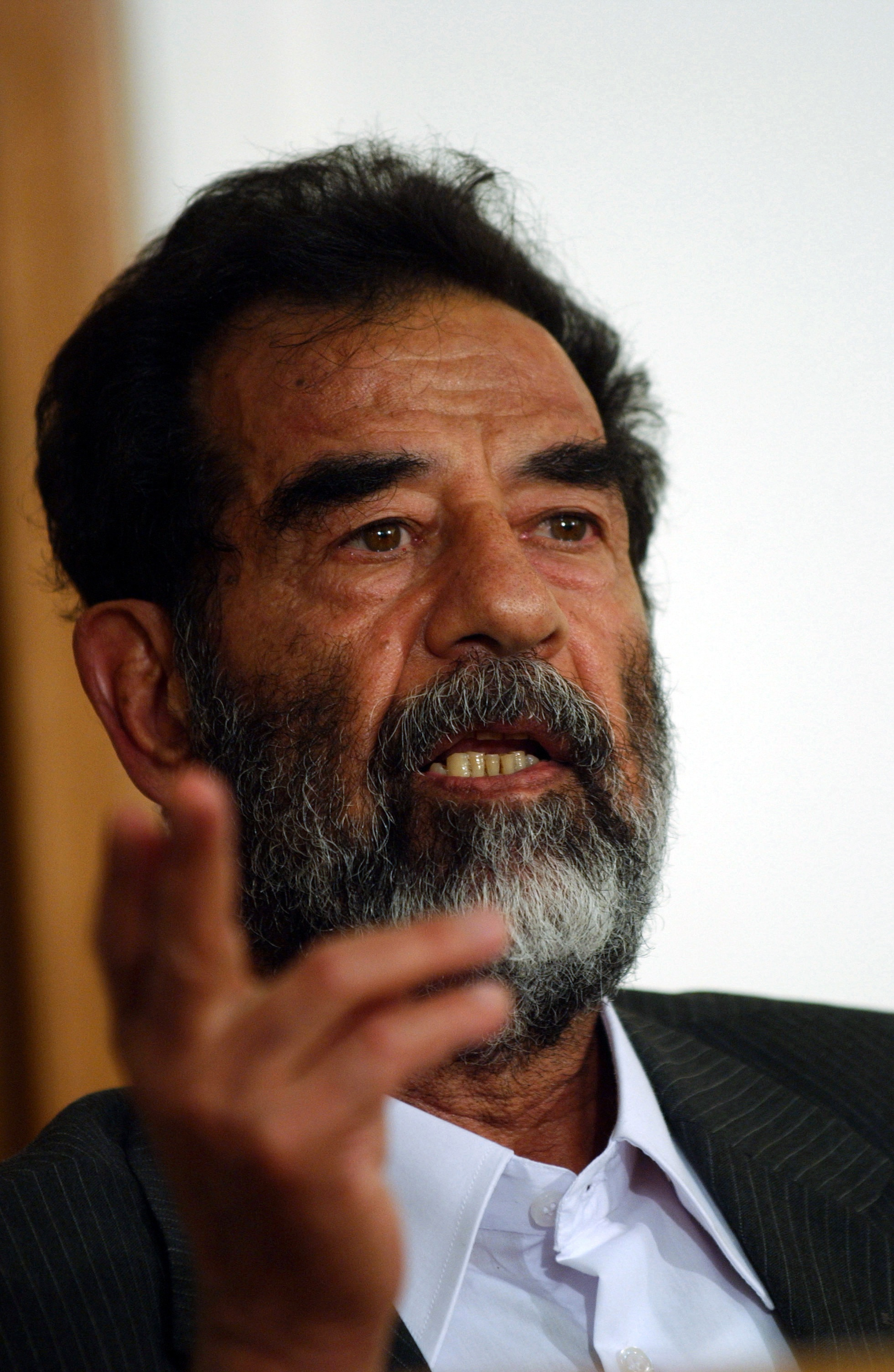
حياة صدام الخاصة

 كان يختار موظفيه ويدقق فيهم بنفسه، وكان يختارهم متزوجين وذوي وسامة، وسمعة طيبة من طلبة معهد السياحة.و يعرضون في شكل طابور أمام صدام ويقوم باختيار المناسبين منهم. وكان يرافقه طاقمه الخدمي الخاص في كل رحلاته. هكذا قالت صحيفة الحياة اللبنانية.و كان يحمل طعامه معه حتى في زياراته الرسمية إلى الدول التي كان يزورها. فالطعام كان يصنع في مطبخ صدام الخاص وكان يحمل معه في زيارته.وكان يمر بسلسلة من الفحوصات المخبرية يومياً. وبعد أن ينتهي الطباخون من اعداده يأتي أحد افراد حمايته، وجميعهم من أقربائه. فيتذوق كل الطباخين الطعام الذي صنعوه بأنفسهم. بعدها يؤخذ الطعام إلى دائرة الفحص الخاصة بفحص كل ما يأكله ويستخدمه من طعام وشراب وسجائر وملابس. وكانت توجد فحوصات تتطلب ساعة واحدة بعد أخذ عينات من كل مكونات وجبة الطعام الواحدة، ترسل بعدها إلى قسم الفحص وتكون النتائج جاهزة قبل موعد تناول صدام لوجبته. وكان أحد العاملين قد أعدم امام زملائه في القصر بتهمة محاولة تسميم صدام بدس السم في اللبن المقدم له.وكان صدام يحب الأكل كثيراً، ويتناول وجباته بانتظام". وكان يحب السمك من النوع الكاريبي الكبير واللبن. وكان يأكل نصف سمكة صباحاً بعدها يتناول الفاكهة وكان يحب الموز والتفاح والمانجو. وأنواع كثيرة من الفاكهة، ذات اشكال والوان غريبة. والغداء كان "الأرز" و"البرغل" مع مرق الباميا والباذنجان والفاصوليا البيضاء.وطبق السمك الرئيسي وصحن الفاكهة. والمشويات كانت في العشاء.وغالباً ما كان يتناول طعامه مع زوجته الثانية سميرة ويرسل في طلبها ليتناولا طعامهما معاً. ولم يكن من محبي الحفلات ولا حضورها. لكنه كان يشارك عائلته مناسباتهم وافراحهم الخاصة كأعياد الميلاد والزواج. أما المشكلات التي تواجه عائلته فكان يحلها.وتضيف صحيفة الحياة: كان يحتفظ بالجزء المتبقي من سيجاره الكوبي المفضل لتدخينه مرة ثانية وكان يدخن سيجارين أوثلاثة يوميا. وصدام لم يكن يشاهد الفضائيات ولم يكن يستعمل الهاتف المحمول. وكان يميل لسماع الموسيقى الكلاسيكية القديمة ويفضل سماع القرآن الكريم وأغاني ام كلثوم والمقام العراقي. وكان يجلس بين اربع وخمس ساعات في اليوم للكتابة.كما كان يطالع الصحف وفي رحلات صيد السمك، كان يفضل ارتداء بدلات الجينز
خبر علمي:
اكتشف العلماء أن القهوة أكثر الأطعمة والمشروبات بها مضادات الأكسدة التي تمنع تلف خلايا الجسم بالمواد الضارة وتقلل الشيخوخة وتقوي جهاز المناعة. وكانت عدة دراسات قد ربطت القهوة وفوائدها لمرض سكر المسنين وبحماية الكبد والقواون.

## الثلاثاء30 أغسطس2005
فوز فريق الأهلي علي فريق غزل المحلة 3- 1 ليتصدر الدوري المصري
• الدوري الإماراتي لكرة القدم ينطلق غدا، وفريق الوحدة يستهل الدفاع عن لقبه بملاقاة الإمارات •
نادي الحسين يفوز بدرع الاتحاد الأردني لكرة القدم بفوزه على الفيصلي 3-1 في المباراة النهائية.
• ثلاث محافظات سنية تكفي لإسقاط الدستور العراقي• :
 حذر صالح المطلق الناطق الرسمي باسم النة بمجلس الحوار الوطني من أن مسودة الدستور العراقي ستؤدي إلى تصاعد موجة العنف في البلاد ". واشار إلى مؤتمر وشيك يضم العديد من التنظيمات السنية في وقت لاحق من اجل مناقشة المسودة. وتعهد المطلق باسقاط المسودة عبر الاستفتاء وقال" بإمكان ثلثي الناخبين في ثلاث محافظات منع تمرير مسودة الدستور ما يعني ان بإمكان المحافظات السنية الثلاث الأنبار وصلاح الدين ونينوى إفشال تمرير مسودة الدستور. وأكد طارق الهاشمي الامين العام للحزب الإسلامي العراقي خلال مؤتمر صحفي ان مسودة الدستور الجديد تتضمن نقاطا خلافية من شانها وضع البلاد امام مستقبل مجهول". ورحب رئيس إقليم كردستان مسعود بارزاني باقرار مسودة الدستور العراقي بصيغتها النهائية. وقلل بارزاني من أهمية تصريحات عدد من المسؤولين العرب السنة الذين عارضوا هذه المسودة. فيما قال عضو من العرب السنة في لجنة الصياغة " إذا لم يحدث تلاعب في النتائج فأعتقد أن الشعب سيقول لا للدستور الأمريكي". وتظاهر المئات من سكان محافظة صلاح الدين امس معلنين رفضهم القاطع لمسودة الدستور.ومن المعروف أن الشعب الكردي أيضا سنة لهذا بدات دعوة هناك للوقوف مع اخوتهم السنة بالعراق في محنتهم ضد الهيمنة الشيعية وبدأت هذه الدعوة في الانتشار يالمناطق الكردية ويتولاها رجال الدين الأكراد وأنصار السنة انفسهم لإسقاط الدستور لأن الإسلام لايقر بالشعوبية، وحاليا تجري مباحثات مكثغة لزعماء السنة مع الزعيم الرافضي مقندي الصدر المعارض لتقسيم العراق لإسقاط الدستور العراقي المقترح.
• قصف أمريكي مكثف علي مدينة القائم السنية •: أعلن جيش الاحتلال الأمريكي في العراق أن طائراته الحربية قصفت مدينة القائم على الحدود السورية. لكن مصادر طبية وأمنية عراقية أكدت استشهاد أكثر من 56 عراقيا بينهم أطفال في قصف جوي استهدف ثلاث منازل قرب القائم. وقصف المستوصف الذي يضم عددا من الجرحى والكادر الطبي في مدينة الكرابلة المجاورة مما أدى إلى استشهاد وجرح عدد آخر من بينهم كادر طبي. وأدانت هيئة علماء المسلمين السنة في العراق القصف الجوي الأمريكي؛ وناشدت في بيان لها ما اسمته ضمير العالم الحي لايقاف عدوان قوات الاحتلال على القائم.

تفاهم حول مصير معبر رفح: 
 صرح أحمد قريع رئيس الوزراء الفلسطيني في مؤتمر صحفي عقده بعد اجتماع الرئيس محمود عباس مع اللواء عمر سليمان مدير المخابرات المصرية ان هناك شبه تفاهم عام مع إسرائيل حول مسألة معبر رفح الحدودي بين قطاع غزة ومصر الا انه لم يتم بعد التوصل إلى صيغة نهائية بشأنه. وسيبحثها الوزير عمر سليمان مع المسؤولين الإسرائيليين- الأربعاء القادم. ليصبح المعبر -فلسطينيا مصريا- بعد الانسحاب الإسرائيلي من قطاع غزة. لأ نه المنفذ الوحيد لسكان قطاع غزة مع الخارج حيث تصر إسرائيل على السيطرة على الحدود والمعابر بين قطاع غزة والخارج. ويلتقي سليمان اليوم بشكل منفصل مع خمسة فصائل رئيسية ثم سيتوجه إلى المجلس التشريعي الفلسطيني لإلقاء خطاب باسم الرئيس المصري حسني مبارك أمام أعضاء المجلس والحكومة الفلسطينية.
• نقلت هيئة الإذاعة البريطانية عن عمرو موسى الامين العام للجامعة العربية وصفه أجزاء في مشروع الدستور العراقي بأنها «وصفة للفوضى».•
• المفوضية المستقلة للانتخابات في العراق انها فتحت باب تسجيل أسماء الكيانات والائتلافات السياسية التي سوف تشارك في الانتخابات العامة المقررة في ديسمبر المقبل. واوضحت المفوضية في بيان ان باب التسجيل سيبقى مفتوحا حتى الخامس من شهر سبتمبر المقبل •
• مسلسل القتل بالعراق •: 
قتل عميد في وزارة الداخلية العراقية وشقيق محافظ بغداد السابق في هجومين منفصلين بيد مسلحين مجهولين في بغداد بالقرب من مسجد النداء في منطقة الاعظمية" شمال بغداد حيث "فتح مسلحون النار عليه ولاذوا بالفرار. واعلن الجيش الأمريكي في بيان له اعتقال 17 من المشتبه بهم في سلسلة من المداهمات في مدينة الموصل المضطربة شمال العراق. واعدم مجهولون مسلحون علنا 15 عراقيا".
• اعصار كاترينا يدمر ويشرد الآلاف بجنوب أمريكا• : ضرب اعصار كاترينا برياحه العاصفة وأمطاره الغزيرة الشواطئ الجنوبية للولايات المتحدة الأمريكية، متسببا في دمار واسع واضرار مادية جسيمة. وتسبب في مقتل أكثر من خمسين شخصا في الولايات الأمريكية التي ضربها حتى الآن. وقدرت قيمة الخسائر بـ 20 مليار دولار. وفي نيو أورليانز ان الشوارع مغطاة بالحطام ومياه الفيضانات وان عمليات تجري لإنقاذ الأشخاص المحاصرين على اسطح المنازل
أقرت الحكومة الصينية الاتفاقية التابعة لمنظمة الصحة العالمية لمنع استخدام آلات بيع السجائر والإعلانات التجارية التي تروج لها في أي مكان على الأراضي الصينية ومنع شركات التبغ من رعاية أية أحداث أو نشاطات عالمية مهمة. واصدرت قانونا بعدم بيع السجائر لصغار السن

## الأثنين29 أغسطس2005
• رئيس وزراء أستراليا يرفض منع الحجاب: رفض جون هوارد
رئيس الوزراء الأسترالي دعوة عدد من نواب البرلمان بحزب الأحرار الحاكم، لحظر ارتداء الفتيات المسلمات للحجاب في المدارس الحكومية. وكانت نائبة حزب الأحرار بالبرلمان الفيدر قد دعت إلى فرض الحظر، ووصفت ارتداء الحجاب «بأنه رمز للتحدي وغطاء الرأس (الحجاب) أصبح رمزا لصدام الحضارات وأنه يحمل معنى أعمق من مجرد كونه قطعة من القماش». وقال هاورد في اجتماعه مع زعماء من الجالية المسلمة في أستراليا،: إن حظر ارتداء الحجاب ليس عمليا. وقال وزراء التعليم بالولايات الأسترالية إنهم لن يحظروا ارتداء الحجاب بالمدارس. وكانت الجالية المسلمة في أستراليا قد أصبحت محط الانظار منذ قيام شبان بريطانيين مسلمين بتفجيرات لندن الشهر الماضي.
• 40 مصابا إسرائيليا في عملية بئر سبع وأبو مازن يشجبها •: 
في بئر السبع جنوب إسرائيل في أول عملية تفجيرية داخل الدولة العبرية منذ اخلاء المستوطنات الـ 21 في قطاع غزة. ووقع الهجوم عند مدخل المحطة المركزية للحافلات في بئر السبع، حيث حاول منفذ العملية الذي كان يحمل حقيبة، دخول المحطة. لكن حراسا اوقفوه عند مدخلها فقام بتفجير نفسه. وقالت الشرطة إن حوالي اربعين مصابا نقلوا إلى المستشفى في بئر السبع في حالة صدمة. وأدان محمود عباس رئيس السلطة الفلسطينية الهجوم معتبرا انه «عملية إرهابية». وتبنت كتائب شهداء الأقصى التابعة لحركة فتح وسرايا القدس التابعة للجهاد الإسلامي في بيان مشترك عملية التفجير وقال البيان إن العملية تأتي ردا على مجزرة مخيم طولكرم وعلى تصريحات رئيس الحكومة الإسرائيلية أرييل شارون بوضع جنوده في معابر غزة وضم الأراضي الفلسطينية في القدس.

• مظاهرات حاشدة للسنة بالعراق ضد الدستور: 
 تخطي الدستور العراقي موقف العرب السنة حيث سيعرض للاستفتاء دون موافقتهم، فيما توقع الرئيس الأميركي جورج بوش تفاقم العنف في العراق. فقد تسلمت الجمعية الوطنية العراقية الأحد النسخة النهائية من مسودة الدستور العراقي من اللجنة التي كلفت صياغتها.واعلن الرئيس العراقي جلال طالباني ان مسودة الدستور -أصبحت جاهزة- لطرحها على استفتاء عام منتصف شهر أكتوبر المقبل.وطالب السنة بتدخل دولي لحل النقاط الخلافية. وقرروا «عدم القبول» ببعض النقاط الواردة في الصيغة النهائية لمسودة الدستور، وتعهدوا بإسقاط الدستور في الاستفتاء أكتوبر القادم. وقد مرر البرلمان العراقي مشروع الدستور بضغط أمريكي وشيعي وكردي مكثف متجاهلين حقوق ومطالب السنة تماما مما سيجر العراق لدوامة العتف والحرب الأهلية لسنوات قادمة. وتظاهر الآلاف من العرب السنة بمدينة تكريت احتجاجا على إقرار المسودة النهائية للدستور العراقي، في هذه الأثناء بدأت بوادر معركة سياسية شرسة بين السنة وبعض القوى الشيعية المعارضة للدستور من جهة ومؤيدي الدستور وقوى دولية لكسب الاستفتاء الذي سيحسم مصير الدستور.ووصفت صحيفة التايمز مشروع الدستور العراقي بطفل هو ثمرة زواج من دون حد. وفي هذا الإطار، توقفت الصحيفة عند مواقف العرب السنة المعارضين للمسوّدة المطروحة ونقلت في صفحة كاملة هواجس الشارع والزعماء بين من وصف الدستور بأنه أمريكي، والذي اعتبر أنه «صيغ من قبل المنفيين. وبهدف تهميش الذين شاركوا في أحداث العراق في السنوات ال35 الماضية، كما اعتبر البعض أن الدستور صنيعة» رجال الدين الشيعة والديكتاتوريين الأكراد. وكأول رد فعل ضربت وزارة النفط العراقية بصاروخين تسببا في اضرار جسيمة.
• العراق باق بجامعة الدول العربية• : نفى الرئيس العراقي جلال الطالباني أن تكون بلاده عازمة على الانسحاب من جامعة الدول العربية، وقال إن الشعب العراقي جزء من الأمة العربية كما أن الشعب الكردي جزء من الأمة الكردية المقسمة. وأضاف: كل الشعب العراقي هو جزء من الأمة العربية يعني إلغاء وجود شعب كردي في العراق يقدر بحوالي سبعة ملايين نسمة.. وكان عمرو موسى الأمين العام لجامعة الدول العربية قد طلب من الحكومة العراقية أن تقدم تفسيرا عاجلا لما جاء في مسودة الدستور العراقي الجديد معتبرا أن ما ورد فيه خطير للغاية.
•صدام لن يعدم •: أكد الرئيس العراقي جلال الطالباني انه لن يوقع على حكم بإعدام الرئيس العراقي المخلوع صدام حسين، وانه سيستقيل من منصبه إذا صدر حكم بالإعدام على الرئيس العراقي السابق. وقال انه رجل مبادئ، وإذا تعارضت مبادؤه مع منصبه سيترك منصبه في سبيل مبادئه.
• خلاف بالسودان حول وزارة النفط• : فجر تولي وزارة النفط بين الرئيس السوداني عمر البشير وحكومته من جهة ونائبه سلفا كير والحركة الشعبية لتحرير السودان التي يتزعمها من جهة ثانية أزمة حول تشكيل الحكومة الاتحادية.
• أطلقت السلطات الأمنية في مصر عشرة من قيادة جماعة الإخوان المسلمين بينهم أمينها العام محمود عزت، وسط تكهنات عن صفقة بينها وبين الحكومة لانتخاب مبارك للرئاسة.

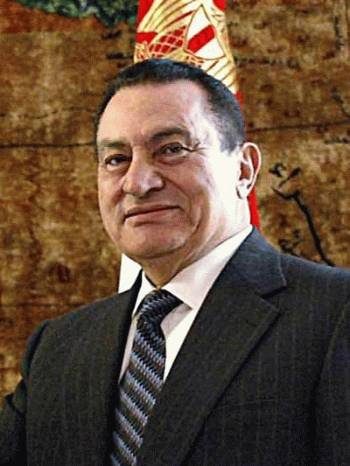
مبارك

 وقد نفى النائب الأول لجماعة الإخوان المسلمين محمد حبيب، عقد أي صفقة بين النظام والجماعة بسبب الإفراج عن أعضائها. وكانت قد اعلنت أنها لن تنتخب مبارك لفترة خامسة.•

• ا عصار كاترينا يهدد سكان نيوأورليانز • : غادر مئات الآلاف من سكان مدينة نيوأورليانز الأمريكية وضواحيها المدينة بسبب اقتراب إعصار كاترينا من سواحل لويزيانا وهو يحمل رياحا سرعتها تفوق 250 كيلومترا في الساعة، منذرا بإنزال دمار بالغ بالمدينة. وقد ازدحمت الطرق السريعة فيما استجاب السكان لمناشدة عمدة المدينة بضرورة إخلاء مدينة لويزيانا والاحتماء في مناطق مرتفعة.ومن المتوقع ان يصل الاعصار إلى المدينة في الساعات الأولى من صباح الاثنين.وتقع أغلب مساحة مدينة نيو أورليانز في منطقة منخفضة عن سطح البحر بما يزيد من المخاوف من الرياح والأمطار والأمواج المرتفعة ولفيضانات..
وقد تأثر إنتاج النفط في خليج المكسيك بعد إغلاق محطات الإنتاج التي تنتج حوالي 650 ألف برميل يوميا إضافة إلى إغلاق 7 مصافي.

• موت 42 شخص في اسوا فيضانات أوروبا •:

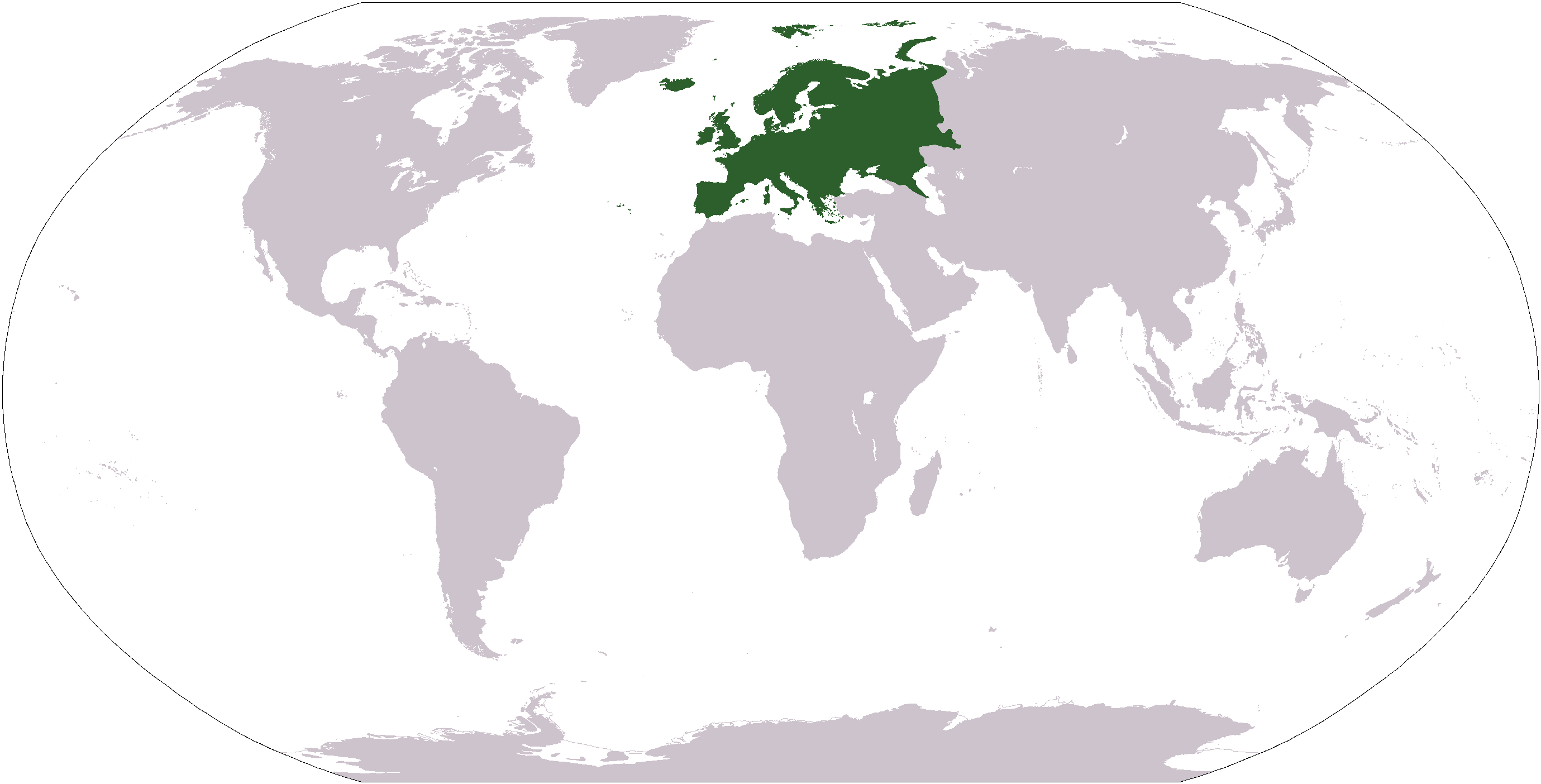
أوروبا

اجتاحت الفيضانات الدول الوافعة حول جبال الألب أودي بحياة 42 شخص وشرد الآلاف وهذا اسوأ فيضان يصيب أوروبا منذ عام 2002. وقد جاء في وقت تعاني منه البرتغال من حرائق الغابات الهائلة التي خلفت 15 قتيلا، والفيضانات بسبب شدة الأمطار اجتاحت برن عاصمة سويسرا وعزلت أجزاء كبيرة من النمساوبولندا وألمانيا ومولدوفا ورومانيا. وسدت الطرق بها واجتاحت الفيضانات نهر اللدانوب.وحاليا بدأت الحياة ترجع لطبيعتها وفتحت الطرق ومحطات سكك الحديد وعودة الأهالي لبيوتهم وتنظيف الشوارع والطرق.

## الأحد28 أغسطس2005
• اليوم إقرار دستور العراق رغم معارضة السنة •:
أكد حاجم الحسني رئيس الجمعية الوطنية العراقية ان الجمعية ستصوت اليوم على مسودة الدستور حتى لو رفضها العرب السنة المغيبون. وهناك مقترحا بترحيل مسألة الفدرالية إلى مجلس النواب القادم «. وكان السنة قدموا حول مسودة الدستور يرفض الفدرالية لغير الأكراد ويطالب بأن يكون الإسلام المصدر الاساسي للتشريع. كما طالبوا بحذف كلمة الاقاليم اينما وردت» في مسودة الدستور في إشارة إلى رفض قيام أي إقليم آخر غير إقليم كردستان الذي يتمتع بالحكم الذاتي منذ عام 1970.. وعاصمة واحدة وإقليما واحدا ومحافظات لا مركزية وإدارة محلية.وان يكون «الإسلام دين الدولة الرسمي والمصدر الرسمي للتشريع» وبأن يكون العراق «جزءا من العالمين العربي والإسلامي». بينما جاء في النص الحالي للمسودة ان «العراق هو جزء من العالم الإسلامي وشعبه العربي جزء من الامة العربية» في إشارة إلى استثناء الأكراد.

• عملية انتحارية في بئر السبع• : "..
وقع انفجارانتحاري في محطة حافلات رئيسية كانت تغص بالركاب في بئر سبع جنوب إسرائيل. أدي لاصابة عشرة أشخاص على الأقل بجروح، بعضهم اصاباته خطيرة وتم نقلهم إلى المستشفيات. ودمر الانفجار إحدى الحافلات. ولم تعلن أي أي جهة فلسطينية بعد مسؤوليتها عن العملية. ويعّد هذا الانفجار الأول منذ بدء الانسحاب الإسرائيلي من قطاع غزة
• المطالبة بمنع الحجاب بمدارس أستراليا •: أعضاء من حزب الأحرار بالبرلمان الأسترالي طالبوا بمنع الفتيات المسلمات من ارتداء الحجاب والخمار بالمدارس الأسترالية. وكانت حجتهم أن الحجاب يميزهن في الصور. وهذا الاعتراض أثار مسلمي أستراليا وقالوا الحجاب ركن أساسي من تعاليم الدين الإسلامي. وحزب الحرار هو الحزب الحاكم وأكبر الأحزاب بأستراليا.
• من مسلسل القتل بالعراق •:: أعلن الجيش الأميركي أنه شن سلسلة من الغارات الجوية على موقع يعتقد أنه مقر لجماعة أبو مصعب الزرقاوي في مدينة الحصيبة التابعة لمحافظة الأنبار العراقية. وانطلقت عقب ورود معلومات من سكان المدينة عن وجود عدد كبير ممن وُصفوا بإرهابيي القاعدة وأنهم كانوا مجتمعين في مبنى مهجور شمال شرق المدينة.واعلنت مصادر في الشرطة العراقية مقتل 3 جنود عراقيين بينهم ضابط في الجيش وجرح 14 جنديا في هجمات متفرقة. فيما اعلنت القوات الأمريكية انها قتلت من المقاومة اثنين«أحدهما سعودي كانا يقومان بتسهيل دخول المقاتلين الاجانب والانتحاريين إلى شمال العراق في الموصل».
• قائد كتائب القسام: امقاومة قائمة • : أكد محمد ضيف قائد كتائب عز الدين القسام المطلوب لدى إسرائيل في تسجيل تلفزيوني إن المقاومة ستتواصل حتى تتحرر كافة الأراضي الفلسطينية وإن الانسحاب من قطاع غزة إذلالٌ لإسرائيل ونصرٌ للمقاومة. وحذر السلطة الفلسطينية من أن توقف المقاومة المسلحة وقال إنها ستتواصل حتى تتحرر كافة الأراضي الفلسطينية. وحذر السلطة الفلسطينية من المساس بسلاح المقاومة وتوعد في الوقت نفسه إسرائيل بضربات قاسية وكان الرئيس الأميركي جورج بوش قد طالب السلطة الفلسطينية بكبح المقاومة كرد على الانسحاب الإسرائيلي من مستوطنات غزة وشمال الضفة الغربية.و حركة الجهاد الإسلامي ترفض المشاركة في الانتخابات التشريعية هذا ما أكده مشير المصري المتحدث باسم حركة حماس في غزة
•انتقد أحمد قريع رئيس الوزراء الفلسطينى دعوة الرئيس الأمريكي جورج بوش إلى إقامة حكومة عمل في قطاع غزة بعد الانسحاب الإسرائيلي وحذر من أي تأخير في تنفيذ خريطة الطريق ومفاوضات الوضع النهائي سيكون دعما للمخطط الإسرائيلي الهادف إلى تقسيم الضفة إلى (كانتونات) معزولة عن بعضها.و السلطة الفلسطينية كانت قد وجهت رسائل عاجلة إلى المبعوثين الدوليين لعملية السلام تؤكد رفضها التوسع الاستيطاني في الضفة الغربية والذي قفزالى ربع مليون مستوطن مؤخرا وفي طريقه للتزايد مع نزوح مستوطني غزة إلى الضفة. •
• مصر ترفض التوقيع علي معاهدة الانتشار النووي • : رفضت مصر التوقيع على معاهدة حظر الانتشار النووي قبل أنعقاد مؤتمر وكالة الطاقة النووية في نيويورك في سبتمبر، مطالبة بانضمام إسرائيل إلى المعاهدة كشرط للتصديق عليها. وكان أحمد أبو الغيط وزير خارجية مصر قد ربط بين تصديق مصر على معاهدة الحظر الشامل للتجارب النووية وانضمام إسرائيل لمعاهدة حظر الانتشار النووي. وأكد ان تصديق مصر على المعاهدة يرتبط بمدى إمكانية انضمام إسرائيل لمعاهدة عدم الانتشار النووي. وقال أبو الغيط ان الخطر النووي لا يزال يتهدد المنطقة وان جميع دول المنطقة باستثناء إسرائيل وقعت على معاهدة حظر الانتشار النووي وتلتزم بها. ورغن عدم اعتراف إسرائيل ببرنامجها النووي إلا انها تستحوز علي 200 رأس نووي.
• ترشيحات الحكومة السودانية الاتحادية •: أعلن المتحدث الرسمي باسم حزب المؤتمر الوطني الحاكم في السودان ان المكتب القيادي للحزب عقد اجتماعا طارئا برئاسة عمر البشير الرئيس السوداني رئيس الحزب اجاز خلاله ترشيحات المؤتمر لمناصب ولاة الولايات الشمالية وحكوماتها ووزاراتها الاتحادية ال16 و17 وزير دولة المخصصة للحزب من جملة الوزارات البالغة 30 وزارة اتحادية و34 وزير دولة. وبلغ نصيب الحركة الشعبية في الوزارات الاتحادية 8 وزارات و4 وزارات للقوى الشمالية مجتمعة ووزارتان للقوى الجنوبية الأخرى.
• إعلان حالة الطواري ضد مرض الدرن بأفريقيا • : في اجتماع مجلس وزراء الصحة الفارقة التابع لمنظمة الصحة العالمية بجينيف أعلنوا حالة الطواريء بالقارة الفريقية بسبب انتشار مرض الدرن (السل) بالقارة الأفريقية حيث ثينة ت به سنويا مليوني أفريقي سنويا و9 مليون مصابون بالمرض مما جعل معدل الإصابة به في أفريقيا اعلي معدل بالعالم.
• البابا وشيخ الأزهر يؤيدان انتخاب مبارك •:

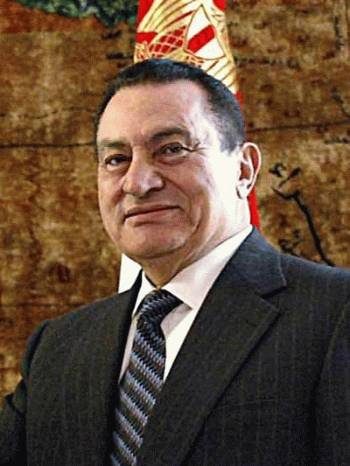
مبارك

أقامت أربع منظمات حقوقية أمس دعوي قضائية تنظرها محكمة القضاء الإداري اليوم بمصر. تطالب بإلغاء القرار السلبي للجنة العليا للانتخابات بمنع مؤسسات المجتمع المدني من متابعة سير العملية الانتخابية الرئاسية بمصر.وكان ناشطون مصريون انتقدوا تأييد شيخ الأزهر والبطريرك البابا شنودة الثالث ترشيح الرئيس حسني مبارك في الانتخابات، لأنه سيؤثر سلبا على أصوات المرشحين.
• حمل قطة مستنسخة •: قال مركز أوديبون للأبحاث المتخصص بالمخلوقات المعرّضة لخطر الانقراض إنها المرة الأولى التي تحمل فيها قطط مستنسخة.
وقد وُلدت ثماني قطط صغيرة من والدتين مستنسختين مختلفتين ومن أب مستنسخ واحد.ويبدو أنها في صحة جيّدة. ويعتبر الباحثون أن هذا التطوّر يحمل إمكانيات هائلة تساعد في المحافظة على مجموعة من المخلوقات المعرّضة للانقراض. وعلّق بيستي دريسر رئيس الفريق العلمي في المعهد في نيو أورلينز على الحدث قائلا: "عبر تحسين وتطوير عملية الاستنساخ سنقوم بتشجيع الحيوانات المستنسخة على ولادة أطفال جدد، ويمكننا إعادة إحياء جينات الأفراد العاجزين عن الإنجاب وإنقاذ جينات الحيوانات البرية. والحيوانات المستنسخة أكبر حجما من القطط الأليفة العادية ووبرها مشابه للجنس الأليف. ورغم أنها ليست من النوع المعرّض للانقراض غير أنها مثال يصلح لتطوير تقنيات يأمل الباحثون أن تساعد على المحافظة على الكائنات المعرّضة للانقراض.
• المريخ يقترب من الأرض • :

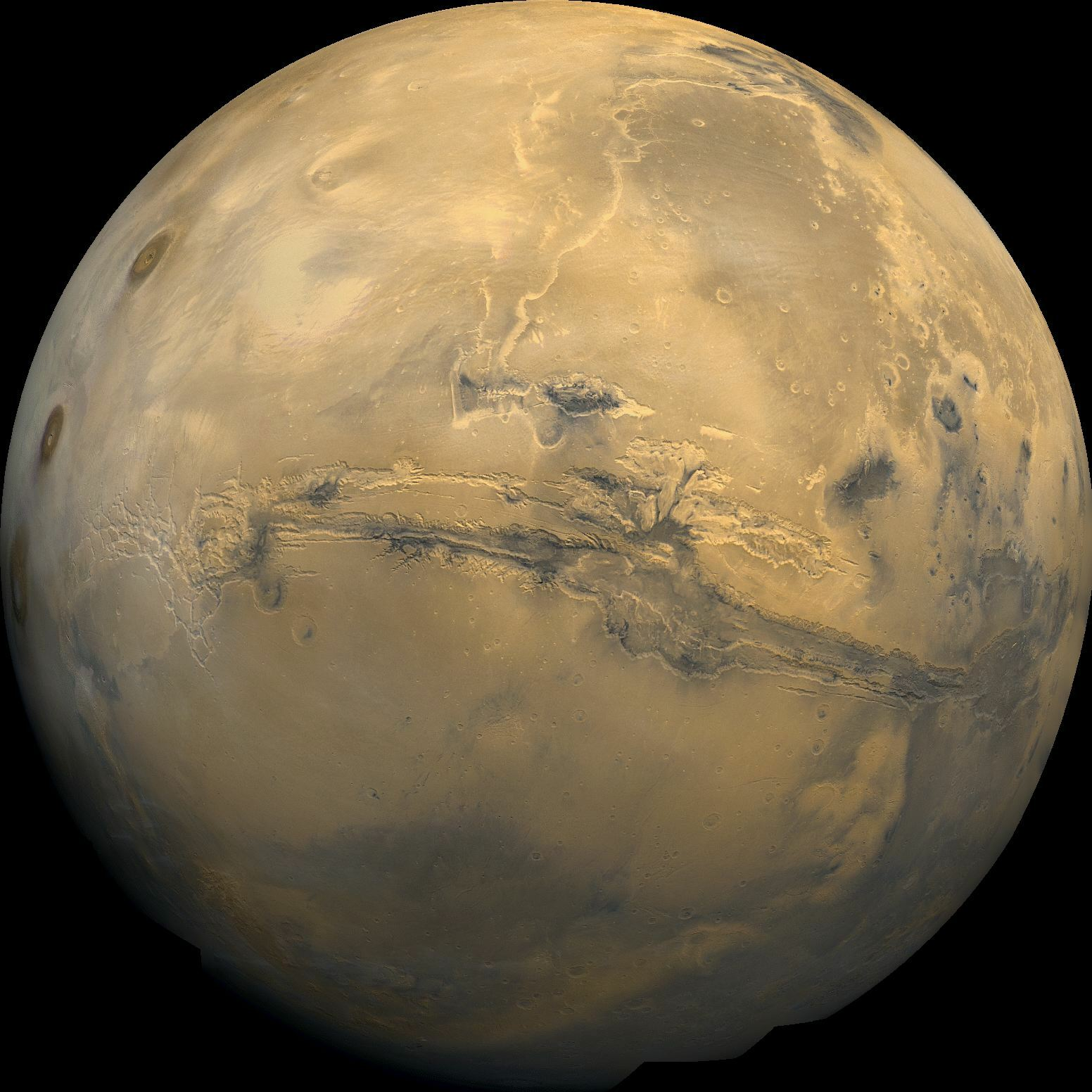
كوكب المريخ

 تمكن هواة متابعة الكواكب ليلة الأحد من رؤية كوكب المريخ يلمع بوضوح في السماء، وذلك لأن الكوكب سيكون في أقرب موقع له منذ 5 آلاف عام وسيتمركز المريخ ليلة الليلة بجانب القمر وعلى مسافة 34 مليون ميل من الأرض. وللاستدلال عليه سيكون المريخ أكثر بقعة لامعة بعد القمر في السماء.واعتبارا من الآن وحتى نهاية سبتمبر يمكن لهواة الفلك رؤية المريخ بالعين المجردة. وسيكون لونه أحمر مائلا للون البرتقالي.وسيكون سكان الجزء الجنوبي من الكرة الأرضية الأوفر حظا في رؤية الكوكب الأحمر حيث سيرتفع في منتصف السماء ويلمع بشكل واضح.

## السبت27 أغسطس2005
• إطلاق أسماء الشهداء علي المستعمرات بغزة المحررة : كشفت مصادر رسمية فلسطينية أن السلطة تفكر بإعادة تسمية بعض مستوطنات غزة التي أخلتها إسرائيل مؤخرا بأسماء زعماء وشهداء فلسطينيين وأسماء تاريخية بدلا من الأسماء: العبرية التي شكلت رموزا للاحتلال كما يقول فريج أبومدين رئيس سلطة الأراضي الفلسطينية.من بين الأسماء المقترحة اسم ياسر عرفات الرئيس الفلسطيني السابق والشيخ أحمد ياسين مؤسس حركة المقاومة الإسلامية (حماس).وفي أول رد فعل إسرائيلي حذر مارك ريجيف المتحدث باسم الخارجية الإسرائيلية من الانعكاسات السلبية التي قد تترتب على إطلاق أسماء أشخاص ادعي أنهم مسؤولون عن سياسات أدت إلى المعاناة والموت على حد قوله.
• مليون ونصف فلسطيني يقيمون بالمستعمرات : أكملت إسرائيل إخلاء تسعة آلاف مستوطن من جميع مستوطنات غزة الـ 21 وأربع في الضفة الغربية في أول تفكيك لمستوطنات على الأراضي الفلسطينية.ويقوم الجيش الإسرائيلي الآن بهدم منازل المستوطنين ويعتزم سحب جميع قواته في الشهر القادم، حيث سيسلم السيطرة عليها إلى السلطة الفلسطينية وفقا للخطة الأحادية الجانب لرئيس الوزراء أرييل شارون.ويعتزم الفلسطينيون إنشاء مبان متعددة الطوابق ليقيم نحو 1.5 مليون فلسطيني في قطاع غزة الذي يعد من الأماكن الأكثر كثافة سكانية في العالم.
قلق الجامعة العربية حول عروبة العراق : طلب الأمين العام لجامعة الدول العربية عمرو موسى من الحكومة العراقية - تفسيرا عاجلا حول ما جاء في مسودة مشروع الدستور العراقى الجديد من أن -الشعب العربي (السنة فقط) في العراق جزء من الأمة العربية-. وقال موسى في تصريحاته: طلبنا تفسيرا حول هذا النص من الحكومة العراقية والذي سبب الكثير من عدم الارتياح والقلق لدي عدد من المسؤولين العرب حول النص المشار إليه ومغزاه.ووصف موسى هذا النص بأنه -خطير للغاية- لأن العراق عضو مؤسس في الجامعة العربية. وأن عروبة العراق سابقة على نظام حكم البعث وكل رموزه. وأن الهوية العربية للعراق لا يصح أن يتم التعبير عنها بهذه الصياغة. 
• الإفراج عن 1000 معتقل سني بسجن أبوغريب : عقب اجتماع مع الرئيس العراقي جلال طالباني، قال المفاوض صالح المطلق السني إن الرئيس وافق على إطلاق سراح الكثير من المحتجزين قبل الاستفتاء المقرر اجراؤه 15 أكتوبر على الدستور. قال بيان للجيش الأمريكي إنه تم إطلاق سراح ألف معتقل من سجن أبو غريب «بناء على طلب من السلطات العراقية». ويعد هذا أكبر إطلاق سراح لسجناء حتى الآن في العراق، في أعقاب مناشدة ممثلي السنة في المحادثات المتعثرة لصياغة الدستور.
• المستوطنون يتدفقون للضفة •: أعلن المتحدث باسم وزارة الداخلية جلعاد حاييم عن تدفق المستوطنين المتطرفين في الضفة، حيث بلغ تعدادهم 246 ألفا بزيادة 12800 مستوطن حتى نهاية يونيو الماضي.وأكد مصادرة الأراضي المحيطة بمستوطنة أدوميم شرقي القدس التي يقطنها 30 ألف مستوطن بدعوى بناء جدار فاصل يحيط بالمستوطنة.وقال غسان الخطيب الوزير الفلسطيني إن إصرار إسرائيل على توسيع المستوطنات هو إعلان للحرب على الفلسطينيين ويهدف إلى منع قيام دولة فلسطينية.
• ذكرت قوى الأمن اللبنانية ان ثلاثة صواريخ من نوع كاتيوشا اطلقت من مجدل سلم في القطاع الأوسط من المنطقة الحدودية وسقطت في قطاع الخط الأزرق في محيط بلدتي حولا وميس الجبل من دون وقوع ضحايا. وسقطت في الأراضي اللبنانية في محيط قرى واقعة على الحدود مع إسرائيل. •.
• السنة يلجأون للقضاء بالعراق• : •
قال الفلوجي وهو سني ان السنة سيحيلون الامر لمحكمة عراقية وهو واحد من 15 سنيا من أعضاء اللجنة البالغ عددهم 71 عضوا أن مشروع الدستور غير قانوني ويعد انتهاكا لقانون إدارة الدولة.- واضاف: سنحيل هذا الامر إلى محكمة اتحادية إذا حظي الدستور بموافقة البرلمان الذي يجب أن يحل بحكم القانون مادام لم يتم الوفاء بالموعد النهائي. وكان الأعضاء السنة في لجنة صياغة الدستور قد رفضوا 20 بندا في مشروع الدستور معارضين إقامة نظام اتحادي يعطي الشيعة والأكراد السيطرة على موارد النفط في الشمال والجنوب. والسنة يطالبون بإقامة حكومة مركزية قوية تحكم سيطرتها على الموارد الطبيعية في المنطقتين. واضاف: ان السنة العرب مصممون على رفض للدستور.
• أمريكا تعلن استعداددها حل مشكلة دارفور : أكدت وزيرة الخارجية الأميركية كونداليزا رايس فل رسالة خطية لنظيرها السوداني مصطفى عثمان إسماعيل استعداد بلادها للتعاون مع السودان للعودة بالأوضاع في إقليم دارفور الغربي المضطرب لطبيعتها. واكدت في رسالتها استعدادها للتعاون مع السودان لمعالجة القضايا العالقة لتحسين العلاقات بين البلدين وتطويرها ومتابعة تنفيذ اتفاق السلام.
• بوتفليقة يعلن ميثاق المصالحة الوطنية بالجزائر : في كلمة له امام تجمع شعبي بولاية سطيف شرقي العاصمة الجزائرية حول مشروع المصالحة الوطنية. أكد الرئيس الجزائري عبد العزيز بوتفليقة أن مشروع المصالحة الوطنية الذي سيعرض للاستفتاء الشعبي لا يعني العفو الشامل. لأن المشروع لا يتناول العفو عن الأقدام السوداء والجزائريين الذين ساعدوا فرنسا ابان الثورة التحريرية وسيتضمن عفوا عن العناصر الإرهابية وانهاء العقوبات والمتابعات القضائية ضد العناصر الإرهابية أو التي تورطت في العنف والإرهاب الموجودة في داخل البلاد أو خارجها. ووجه دعوة للجزائريين إلى الاستفتاء حول مشروع ميثاق من أجل السلم والمصالحة الوطنية المقرر في 29 سبتمبر القادم.
• التطعيم ضد شلل الأطفال القادمين للسعودية• : تبدأ المملكة في مراسم الحج بتطعيم كل الأطفال الذين يدخلون البلاد من سن 15 إلى أدنى والذين يزورون البلاد من 19 دولة يعرف بأن المرض منتشر فيها كأثيوبيا واريتريا وأنغولا ونيجريا في الوقت الذي تستعد فيه الحكومة السعودية لاستقبال أكثر من مليوني حاج هذا العام.
• مبارك يصالح اهالي بورسعيد لينتخبوه •:

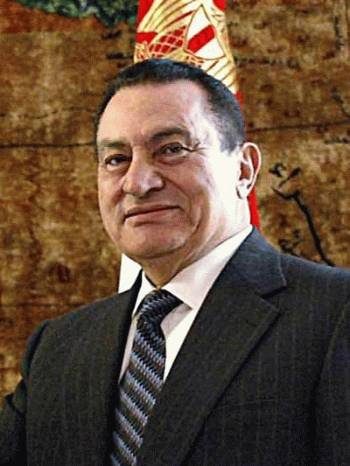
مبارك

 كان نعمان جمعة مرشح الوفد يهاجم مبارك ويتهمه بكراهية اهالي مدينة بورسعيد بعد تعرضه لمحاولة اعتداء من أحد أبنائها بعدها حاولت حكومة مبارك خنقها اقتصاديا وإلغاء تمتعها باعتبارها منطقة حرة وعدم تنفيذ مشاريع فيها وعدم زيارتها.وفي مؤتمر نعمان الحاشد يبورسعيد فاجئه مبارك بقراره الجمهوري بتمديد العمل في المنطقة الحرة ببورسعيد حتي ديسمبر عام في محاولة لسحب تأييد أهالي بورسعيد لمرشح الوفد وقد رد الوفد علي ذلك بالقول بأن مبارك استجاب لمطالب مرشحه.أما ممدوح قناوي مرشح الحزب الدستوري فقد تعهد بأن يكون أول قرار له تعيين الدكتور أحمد زويل رئيسا للوزراء. وتعهد فوزي غزال مرشح حزب مصر بالاعتراف بصدام حسين رئيسا شرعيا للعراق. أما أيمن نور مرشح حزب الغد وأحد الذين في المقدمة تعهد بصرف إعانة شهرية لكل عاطل قدرها مائة وخمسين جنيهاً، وقال إن مواردها موجودة وتتمثل في ضغط الإسراف الحكومي ومقاومة السرقات.. وتعهد أسامة شلتوت مرشح حزب التكافل بان تكون الإعانة الشهرية مائة جنيه وتعهد وحيد الأقصري مرشح حزب مصر العربي برفعها إلي مائتين في الشهر.

## الجمعة26 أغسطس2005
•أنياء عن اصابة بن لادن: ذكرت عدة مواقع على شبكة الإنترنت ان زعيم تنظيم القاعدة أسامة بن لادناصيب أثناء مشاركته في عملية استهدفت قاعدة عسكرية إسبانية في أفغانستان. ونقلت قناة «العربية» الأخبارية أمس عن الملا أحمد الزعيم العسكري لفيلق بدر أحد المنظمات التابعة للقاعدة في أفغانستان قوله ان بن لادن اصيب خلال تلك المواجهات موضحا ان بن لادن اصيب في ساقه اليسرى خلال قيادته العملية التي أطلق عليها اسم «الخلود».•
• قفزت أسعار النفط إلى مستوى قياسي جديد إلى 68 دولارا للبرميل خلال التعاملات الآسيوية في ظل مخاوف بشأن الإمدادات مع تزايد تهديد عاصفة في الأطلسي لمنشآت نفطية وانخفاض كبير في مخزونات البنزين الأميركية
• تأجيل الدستور العراقي لأجل غير مسمي:•
أعلن المتحدث باسم الحكومة العراقية ليث كبة أن الصيغة النهائية لمشروع الدستور اكتملت، وأنه سيتم إقرارها رسميا في وقت لاحق، لكنه أشار إلى أن البرلمان ليس بحاجة إلى اجتماع رسمي لإقرار الوثيقة لأنها أقرت فعليا الاثنين الماضي.وألمح كبة إلى احتمال أن تعقد الجمعية الوطنية اجتماعا الأحد القادم للتصديق على مشروع الدستور وإحالته: إلى استفتاء عام في 15 أكتوبر المقبل. لكن العضو السني في لجنة صياغة الدستور حسين الفلوجي أشار إلى أن "كبة يقول منذ شهر إن الخلافات سويت، لكن واقع الأمر أنه لم يتحقق شيء من ذلك الوقت حتى الآن. وأكد العضو السني في الجمعية الوطنية مشعان الجبوري استمرار المحادثات بشأن الدستور، وأوضح أن الخلافات ما زالت موجودة بشأن ديباجة الدستور ومقدمتها التي وصفها بأنها مستفزة.وأشار الجبوري في مقابلة تلفزيونية إلى وجود خلافات أيضا بشأن المادة 145 و114 اللتين تتعلقان بفدرالية المحافظات واجتثاث حزب البعث والبعثيين وكل من يرتبط بهما.وأكد رئيس الجمعية الوطنية العراقية الانتقالية (البرلمان)، حاجم الحسني، أن المفاوضات بشأن صياغة مسودة الدستور العراقي ستتواصل اليوم الجمعة، بعد انتهاء المهلة التي كانت محددة لصياغة الدستور في منتصف ليل الخميس. غير أن مفاوضا كبيرا من أحد الأحزاب المشاركة في الحكومة قال إنه يتوقع أن تستمر المحادثات إلى حين اجتماع الجمعية المقرر الأحد. •
• المقاومة تنتقم لمذبحة طولكرم الفلسطينية: ردا علي استشهاد 5 فلسطينيين في عملية خاصة لجيش الاحتلال الأربعاء بمخيم طولكرم أطلق مقاومون فلسطينيون من غزة صاروخا سقط على بلدة سديروت جنوب إسرائيل.وسقط الصاروخ من نوع قسام -حسب المصادر الإسرائيلية- في منطقة غير مأهولة دون أن يتسبب في إصابات أو خسائر. وأشار المصدر إلى أن صاروخا ثانيا سقط داخل غزة. وقال متحدث باسم:
ألوية الناصر صلاح الدين إن جماعته أطلقت صاروخا من طراز ناصر ثلاثة على بلدة سديروت داخل إسرائيل. وكانت متحدثة باسم الجيش الإسرائيلي قد أعلنت ان الجيش قتل مساء الأربعاء خمسة فلسطينيين بينهم أحد قياديي حركة الجهاد الإسلامي في مخيم طولكرم للاجئين الفلسطينيين شمال الضفة الغربية. خلال عملية للجيش الإسرائيلي
• عباس يطلب من حماس المشلركة في الانتخابات • : قال محمود عباس في لقاء مع صحيفة ليبراسيون الفرنسية إنه لكي تتم إقامة نظام ديموقراطي فإنه يجب قبول جميع العواقب والنتائج التي تسفر عنها الانتخابات.وأعرب عباس عن اعتقاده بأن قادة حركة حماس أصبحوا يشاركون بشكل أكبر في الحياة السياسية الفلسطينية وأنهم سيعملون في المستقبل على تحويل الحركة إلى حزب سياسي. وكانت حركة حماس قد حققت فوزا ملحوظا خلال الانتخابات البلدية الأخيرة وذلك خلال أول مشاركة لها على الإطلاق في انتخابات فلسطينية.
حريق بباريس يودي بحياة أفارقة • : يعنى الاهلى أهم من مستقبلنا كشباب و...
1000 في 675 - 566 كيلو بايت - gif ملف: | شارع له بلفار فينسيه أوريول حيث الحريق بباريس ]] عبر الرئيس الفرنسي جاك شيراك عن حزنه لمصرع 17 شخصا من أصل أفريقي إثر حريق شب في بناية تأوي مهاجرين أفارقة بباريس نصفهم من الأطفال.وكان اندلاع الحريق.والحريق اندلع في بئر السلم في المبنى السكني المكون من ستة طوابق في الساعات الأولى من صباح اليوم وكان معظم السكان نائمين. وشوهد الأطفال وقد هرعوا إلى النوافذ لطلب النجدة. ونقل عشرات النساء والأطفال إلى مقهى مجاور تم تحويله إلى مركز استقبال للمصابين وإسعافهم. وكان 130 شخصا ينحدرون من مالي والسنغال وساحل العاج وجامبيا.يقيمون في هذا المبنى الذي يعود بناؤه إلى العشرينات. وكان قد ويعتبر هذا الحريق من بين الحرائق الأكثر دموية في باريس. فقد قتل 24 شخصا من المهاجرين يوم 15 أبريل الماضي في حريق في فندق باريس أوبرا.وفي 6 فبراير 1973 قتل 20 شخصا بينهم 16 طفلا في حريق اندلع بمدرسة باييرون بباريس.
• مجلس ثورة موريتانيا لن بخوض الانتخابات • : صادق مجلس الوزراء في موريتانيا على مشروع قرار دستوري يقضي بعدم أهلية أعضاء الحكومة الانتقالية والمجلس العسكري الحاكم للترشح في الانتخابات المقبلة.
و القرار ينص على أن أعضاء ورئيس المجلس العسكري للعدالة والديموقراطية الذي أطاح بنظام معاوية ولد الطايع بالإضافة إلى رئيس الحكومة الانتقالية وأعضائها غير مؤهلين لخوض الانتخابات الرئاسية والتشريعية التي سيتم إجراؤها خلال عامين. وقال متحدث باسم الحكومة إن الهدف من المرسوم هو ضمان حياد الحكومة وأجهزتها المطلق خلال العملية الانتخابية وعدم الانحياز إلى أي حزب خلال العملية الديموقراطية الانتقالية.
• عودة الحجاب بالسويد وبريطانيا• : الشركة السويدية العملاقة- إيكيا IKEA للمفروشات صممت لموظفاتها المسلمات حجابا بتصميم يتضمن شعار الشركة التي تنتشر فروعها في أنحاء النرويج والسويد ودول أخرى.وبدأت أفرع الشركة في بريطانيا استخدام هذا النموذج الجديد والشركة اعتمدت هذا النموذج من الحجاب وسوف تنشره في جميع أفرعها بعد إثبات نجاحه في فرع بريطانيا، وستقوم باستشارة المسلمات اللواتي يعملن حاليا في الشركة لأخذ آرائهن ووجهة نظرهن، خاصة المحجلتن منهن.
• عقار السعادة يؤدي للانتحار • : توصلت دراسة أكاديمية حديثة في النرويج إلى أن عقار سيروكسات (Seroxat) الذي يعطى لمرضى الكآبة له «علاقة قوية» بهواجس التفكير في الانتحار.و العقار يعرف بدواء السعادة.>و أكد البروفيسور بانت نادفيج من جامعة أوسلو وأحد أعضاء الفريق العلمي الذي قام بالبحث: أن الدراسة عبارة عن تحليل لمعلومات مخبرية وتجارب عملية متعلقة بهذا الدواء ظهرت منذ حصوله على الترخيص لاستخدامه كأحد الأدوية المستهلكة.
• تراكم الملابس الصينية في المخازن الأوروبية• : بغرض حماية الصناعة الأوروبية من تدفق المنسوجات الصينية الرخيصة سلطات الموانئ في بلدان الاتحاد الأوروبي تحتجز الملابس الصينية في مطاراتها وتقدر بمليار دولار، بسبب تجاوزها الحصص التي اتفق عليها في يونيو من العام الماضي. وحذرت كبرى محلات الملابس والأزياء في العواصم والمدن الأوروبية من أن رفوفها قد تصبح خالية في حالة استمرار حظر توزيع الملابس الصينية

## أخبار الرياضة
• قرعة دور المجموعات بدوري أبطال أوروبا لكرة القدم التي أجريت اليوم الخميس في موناكو أسفرت عن 8 مجموعات تضم كل منها أربعة فرق. فالمجموعة الأولى:
بايرن ميونيخ الألماني ويوفنتوس الإيطالي وكلوب بروجس البلجيكي ورابيد فيينا النمساوي.و الثانية:
أرسنال الإنجليزي وأياكس أمستردام الهولندي وسبارتا براغ التشيكي وثون السويسري.و الثالثة: برشلونة الإسباني وباناثينايكوس اليوناني وفيردر بريمن الألماني وأودينيزي الإيطالي. والرابعة: مانشستر يونايتد الإنجليزي وفياريال الإسباني وليل الفرنسي وبنفيكا البرتغالي.و الخامسة:
ميلان الإيطالي وأيندهوفن الهولندي وشالكه الألماني وفناربخشه التركي.و السادسة: ريال مدريد الإسباني وأولمبيك ليون الفرنسي وأولمبياكوس اليوناني وروزنبرج النرويجي.و السابعة: ليفربول الإنجليزي وتشلسي الإنجليزي وأندرلخت البلجيكي وريال بيتيس الإسباني.والثامنة: إنترميلان الإيطالي وبورتو البرتغالي ورينجرز الأسكتلندي وأرتميديا براتيسلافا السلوفاكي•

## الخميس25 أغسطس2005
• إسرائيل تغتال خمسة فلسطينيين في طول كرم: قامت القوات الإسرائيلية بشن غارة على مدينة طول كرم استشهد فيها خمسة فلسطينيين ليلة أمس الأربعاء من بينهم قيادي في حركة الجهاد الإسلامي وعضوين من كتائب شهداء الأقصى فيما توعدت كلتا الحركتين إسرائيل بالرد على هذه العملية. وقد صدر بيان من السلطة الفلسطينية يندد بالعملية ويصفها بالارهابية التي تقوض عملية السلام.
• حملة اعلامية تحريضية لهدم الأقصي: مؤسسة الأقصى لإعمار المقدسات الإسلامية أعلنت بأن جماعات يهودية متطرفة مجهولة الاسم تقوم بحملة إعلامية تحريضية بهدف هدم المسجد الأقصى كتعويض للمستوطنين عن إخلاء قطاع غزة. وتقوم هذه المجموعات بتوزيع إعلان يحمل صورة مستوطن يهودي محاطاً بجنود إسرائيليين خلال:
عملية الإخلاء من غزة، وصورة لمسجد قبة الصخرة وأنحاء من المسجد الأقصى وقد دخلت إليه رافعة كبيرة تقوم بهدم القبة وبعض الأبنية المجاورة. وحذرت مؤسسة الأقصى من عواقب مثل هذا التحريض على المسجد الأقصى والداعية إلى هدمه، ومثل هذه الدعوات قد تلاقي استجابة من قبل المنظمات اليهودية المتطرفة التي دعت مرارا وتكرارا لهدم المسجد الأقصى حسب خطط جاهزة وسيناريوهات معدة للتنفيذ تحدثت عنها وسائل الاعلام أكثر من مرة. وعبرت المؤسسة عن قلقها من خطورة الربط بين الانسحاب الإسرائيلي من غزة وتصاعد الدعوات لهدم المسجد الأقصى وبناء الهيكل المزعوم على أنقاضه.
• مسلسل القتل بالعراق: ميدانيا اعلنت مصادر في وزارتي الدفاع والداخلية العراقيتين امس مقتل 35 عراقيا بينهم عدد من عناصر الشرطة والجيش ومسلح واحد وجرح حوالي 85 آخرين في هجمات عدة في العراق. ولقى 10 اشخاص مصرعهم وأصيب 13 آخرون بجروح في هجوم بسيارتين مفخختين وبالأسلحة النارية استهدف موكبا يقل مسؤولي دفاع عراقيين في بغداد امس.
• المظاهرات تجتاح العراق : قام أهالي قضاء الحويجة التابع لمحافظة كركوك بمظاهرة جابت شوارع القضاء معربين عن رفضهم لمسودة الدستور ورفضهم لأي شكل من أشكال الفيدرالية، والتزامهم بوحدة العراق كدولة مستقلة موحدة.و نددت "الحركة الأيزيدية من اجل الإصلاح والتقدم بمسودة وطالبت بمقاطعة الاستفتاء المرتقب.
• أعلنت متحدثة باسم الجيش الإسرائيلي ان الجيش قتل مساء أمس الأربعاء خمسة فلسطينيين بينهم أحد قياديي حركة الجهاد الإسلامي في مخيم طولكرم للاجئين الفلسطينيين شمال الضفة الغربية. خلال عملية" للجيش الإسرائيلي.
• اشعال النار في مكتب الصدر بالنجف  أكد تيار رجل الدين الشيعي مقتدى الصدر ان خمسة اشخاص قتلوا وجرح سبعة آخرون في مواجهات بين الشيعة بمدينة النجف الشيعية المقدسة. وكان انصار الصدر يريدون فتح مكتب في مدينة النجف لكن سكانا في البلدة القديمة وبينهم تجار يعارضون عودتهم واحرقوا مكتب الصدر الامر الذي حدا بانصاره إلى مهاجمة مقار لمنظمة بدر الشيعية. ووقع قتال أيضا بين انصار الصدر المعروفين باسم جيش المهدي ومؤيدي منظمة بدر في ثلاث مناطق في بغداد
• أعلنت وزارة العدل الإسرائيلية أن إسرائيل أصدرت تعليمات بالاستيلاء على أراض فلسطينية قريبة من أكبر المستوطنات اليهودية في الضفة الغربية لاستخدامها في مواصلة بناء الجدار العازل حول معاليه ادوميم•
• في الاستطلاع الذي أجراه مركز النيل للدراسات الانتخابية بمصر أعلن أن 2 ر89 % من المستطلع آراؤهم وافقوا على ترشيح الرئيس مبارك

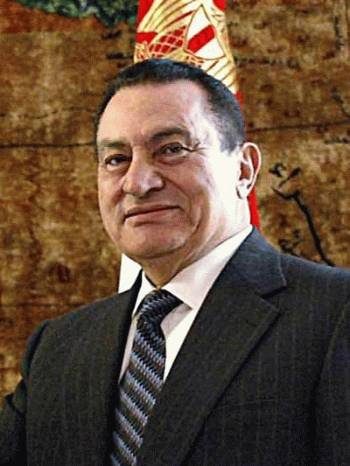
مبارك

 وثقتهم في فوزه في هذه الانتخابات. وتصدر رئيس حزب الوفد الدكتور نعمان جمعة سباق المنافسين بعد الرئيس مبارك بنسبة 5 ر29 % ثم الدكتور أيمن نور رئيس حزب الغد بنسبة 1 ر9 %.•
• الفيضانات العارمة تجتاح ألمانيا وسويسرا والنمسا وشردت الآلاف من الأهالي هناك تاذين تركوا بيوتهم قسرا.
•

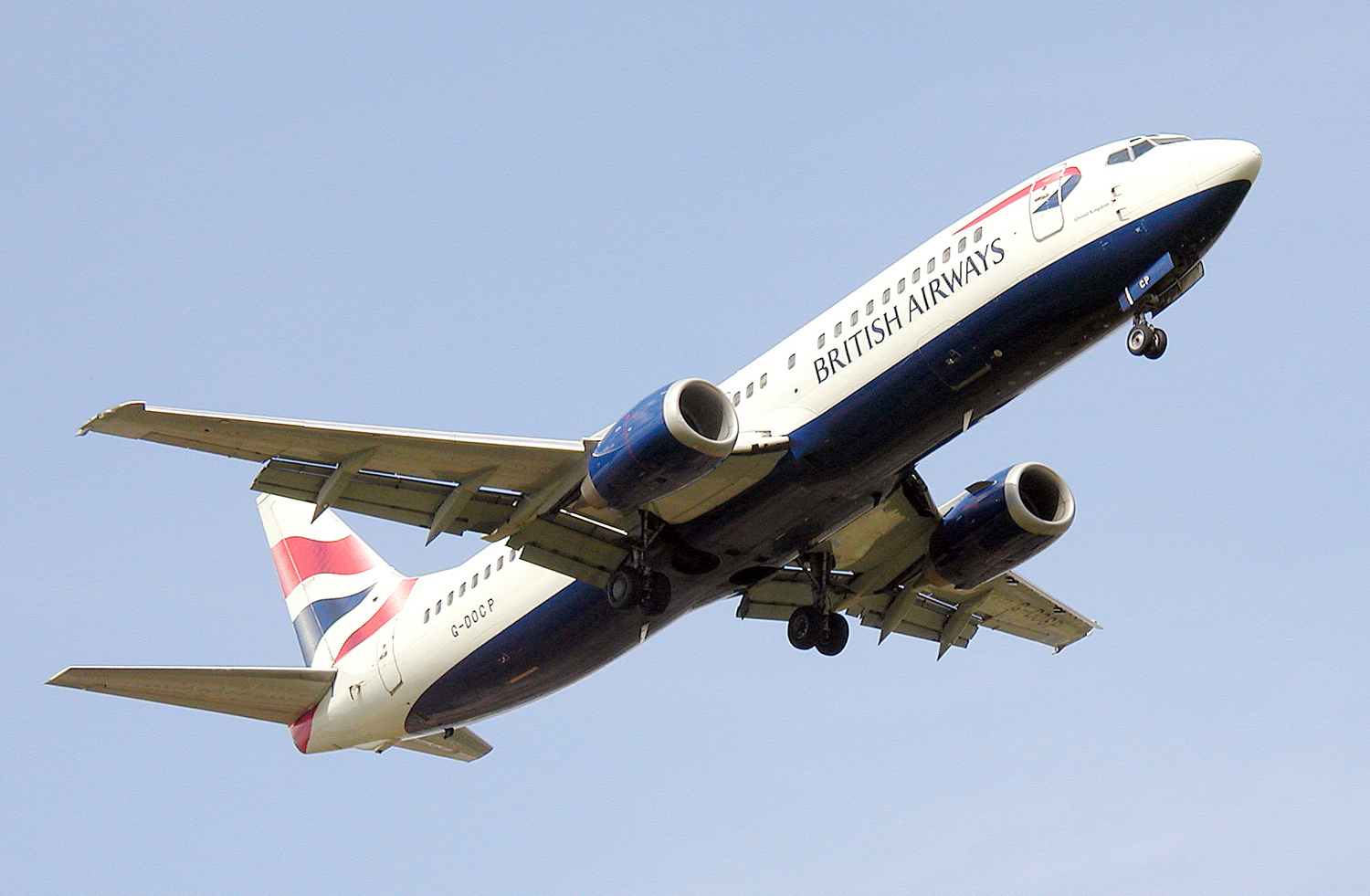
Airways Boeing 737-

 نجاة رضيع في كارثة طائرة بيرو: عثر رجال الإنقاذ على الطفل البالغ من العمر سنة واحدة واسمه خوان كارلوس رينجيفو، وهو يصرخ في حضن أمه، التي لقيت حتفها عندما هبطت الطائرة التي تقوم بتشغيلها شركة تانز التابعة لحكومة بيرو اضطراريا في مستنقع على بعد 800 كيلومتر شمال العاصمة ليما.وكانت الطائرة تعرضت لاضطرابات ورياح بسبب عاصفة استوائية وقعت قبل قليل من موعد هبوطها المقرر في مطار بوكالبا قبل أن تستأنف رحلتها باتجاه أكيتوس.و قد نجا 59 من الركاب وأفراد الطاقم من الحادث في حين اعتبر 41 آخرون في عداد القتلى.

## الأربعاء24 أغسطس2005
•العرب السنة يرفضون الدستور الجديد: رفض المؤتمر العام لأهل السنة في العراق مسودة الدستور واتهم الحكومة المؤقتة بشن حملة اعتقالات في صفوف العرب السنة لمنعهم من المشاركة في الاستفتاء المقبل على الدستور. وقد أكد جلال طالباني الرئيس العراقي المؤقت ضرورة تلبية مطالب العرب السنة. في هذه الأثناء استمرت الهجمات في أنحاء العراق. وكان المؤتمر العام لأهل السنة في العراق قد أعلن أن مسودة الدستور بشكلها الحالي غير شرعية، وأكد رئيس المؤتمر عدنان سلمان الدليمي أن دستور العراق يجب أن يحافظ على حقوق جميع العراقيين، مؤكدا أن السنة سيقفون بكل قوتهم ضد تقسيم العراق. وشدد على أن العراق سيبقى دولة واحدة عاصمتها بغداد وأن ثروته لجميع العراقيين.ورفض الدليمي مطالبة الرئيس الأميركي جورج بوش للسنة بقبول الدستور. واتهم وزارة الداخلية العراقية بشن حملات دهم واعتقالات موسعة في صفوف العرب السنة لمنعهم من تسجيل أسمائهم في الاستفتاء على الدستور وعرقلة مشاركتهم في العملية السياسية.
• أكد صدام حسين الرئيس العراقي المخلوع إقالة فريق الدفاع عنه أثناء مثوله أمام قاضي التحقيق، وقال إن خليل الدليمي هو المحامي الوحيد المكلف بتمثيله أمام القضاء. •
• بوش يحذر السنة بالعراق: قال الرئيس بوش للصحفيين إنه يتعين على العراقيين العرب السنة الذين احتجوا على مسودة الدستور أن يقرروا نوع المجتمع الذي يريدون العيش في ظله. ويجب أن يقرروا إنْ كانوا يريدون العيش في مجتمع حر أو في مجتمع يسوده العنف. وشنت صحيفة «نيويورك تايمز» هجوماً لاذعاً على سياسة بوش، معتبرة ان ضغط ادارته على العراقيين انتج دستوراً «لا يشجع على قيام عراق موحد ومسالم». واستبعدت حكومة إبراهيم الجعفري ادخال تعديلات جوهرية على مسودته، على رغم تهديد السنة وكثيرين من الشيعة والأكراد المعارضين للفدرالية بـانتفاضة شعبية واشعال الشارع العراقي. وكانت مظاهرات قد عمت صباح أمس في المدن السنّية، خصوصاً في تكريت والدور وسامراء والرمادي، مناهضة للدستور فيما نظم الشيعة تظاهرات تأييد في النجف. بينما أعلن مقتدى الصدرالزعيم الشيعي في بيان أنه لن يكتفي بتنظيم مسيرات سلمية للاحتجاج على تقسيم العراق.
• الصحف المغربية اثارت مشكلة اللاجئين الصحراويين في تندوف (جنوب الجزائر) والمفقودين المغاربة بعد إفراج جبهة إفراج الساقية الحمراء ووادي الذهب (بوليساريو) في 18 من الجاري عن 404 سجناء مغاربة هم الدفعة الأخيرة من المعتقلين. 
•اتفاق مصر وإسرائيل حول حدود غزة : قالت الإذاعة الإسرائيلية بأن الجانبين المصري والإسرائيلي تمكنا من التغلب على العقبات الأخيرة المتعلقة باتفاق تتولى مصر بمقتضاه الإشراف على الحدود مع قطاع غزة الذي أخلته إسرائيل من المستوطنين والقوات التي كانت تحرسهم، بعد تعهد الجانب المصري بعدم السماح بوصول أسلحة إلى السلطة الفلسطينية بعد رحيل القوات الإسرائيلية عن غزة. وستنشر بموجب الاتفاق 750 جنديا مزودين بأسلحة خفيفة وقاذفات آر بي جي وناقلات جند مدرعة على طول الحدود بين مصر وقطاع غزة. اتفاق مصروإسرائيل حول حدود غزة: قالت الإذاعة الإسرائيلية بأن الجانبين المصري والإسرائيلي تمكنا من التغلب على العقبات الأخيرة المتعلقة باتفاق تتولى مصر بمقتضاه الإشراف على الحدود مع قطاع غزة الذي أخلته إسرائيل من المستوطنين والقوات التي كانت تحرسهم، بعد تعهد الجانب المصري بعدم السماح بوصول أسلحة إلى السلطة الفلسطينية بعد رحيل القوات الإسرائيلية عن غزة. وستنشر بموجب الاتفاق 750 جنديا مزودين بأسلحة خفيفة وقاذفات آر بي جي وناقلات جند مدرعة على طول الحدود بين مصر وقطاع غزة.

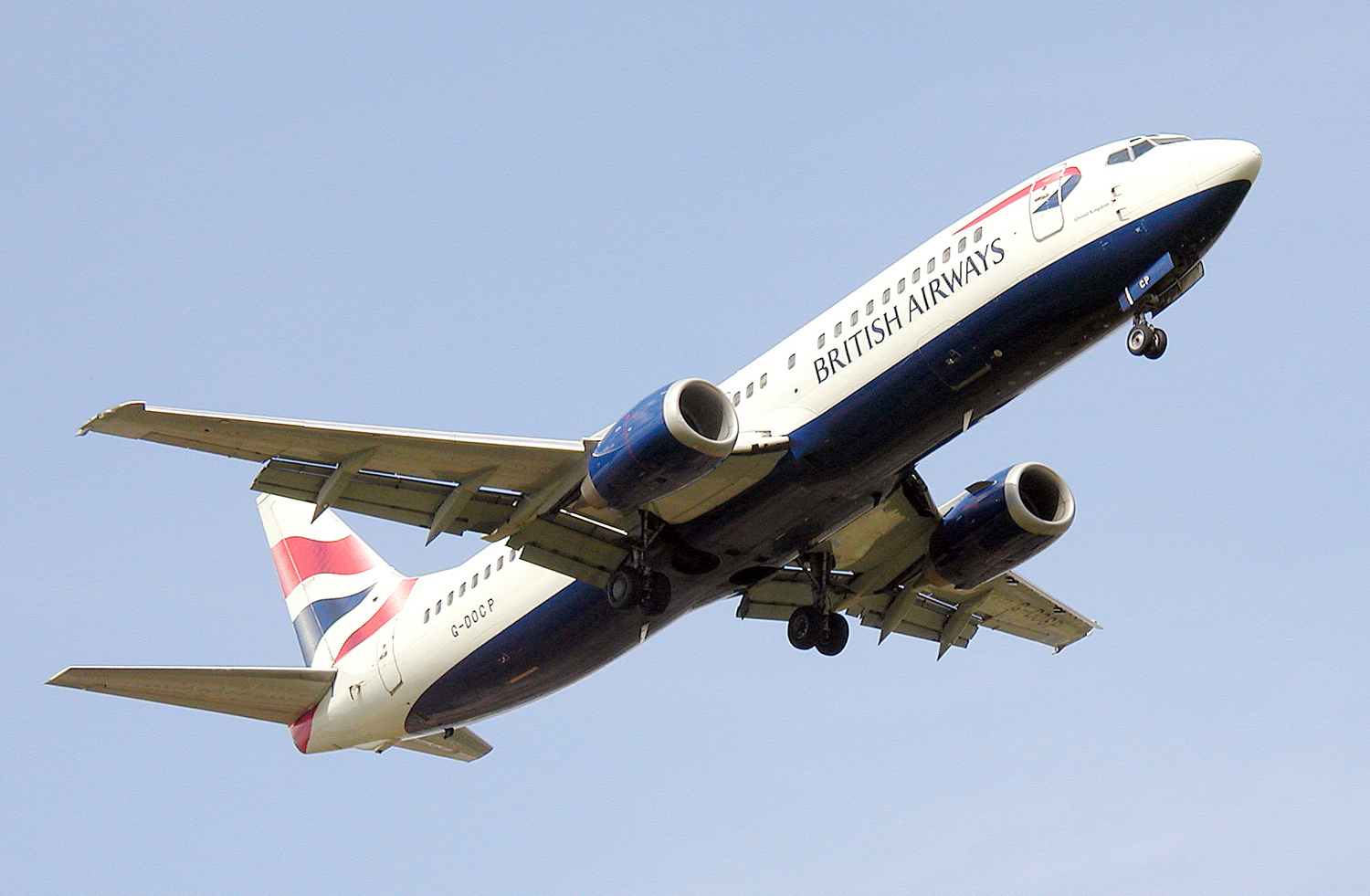
Airways Boeing 737-

• تحطم طائرة في بيرو تابعة لشركة خطوط «تانز» قرب مدينة لوكالبا على بعد 500 كيلومتر شمال شرق العاصمة ليما. والطائرة وهي من طراز بوينغ 737-200 وكانت تقل 100 شخص. 
• لا انسحاب من العراق :: اكد الرئيس الاميركي جورج بوش الذي يواجه معارضة متزايدة للحرب في العراق مجددا ان أي انسحاب اميركي من العراق سيجعل الولايات المتحدة اقل امانا في مواجهة التهديد الإرهابي. في وقت يزداد الاستياء داخل الرأي العام الاميركي من إدارة الملف العراقي من جانب حكومة بوش واظهرت استطلاعات الرأي تدني شعبية الرئيس الاميركي.وكانت حكومة بوش بررت في 2003 تدخلها عسكريا في العراق بالحديث عن التهديد الذي يشكله هذا البلد بسبب مخزون أسلحة الدمار الشامل الذي كان يعتقد أنه يمتلكه. ولم يعثر على أي سلاح من هذا النوع في العراق. وتفيد استطلاعات الرأي ان غالبية الاميركيين يرون اليوم ان غزو العراق كان خطأ
 قمة مبارك وأبو مازن : من المقرر أن يجتمع الرئيس المصري حَسني مبارك مع رئيس السلطة الفلسطينية محمود عباس أبو مازن في القاهرة اليومالأربعاء.وستتطرق المحادثات بينهما التوصل إلى اتفاق مع إسرائيل بخصوص الممرات البجرية والجوية والبرية المؤدية إلى قطاع غزة.
• من مسلسل القتل بالعراق: ميدانيا قتل 5 أمريكيين بينهم 3 جنود في سلسلة هجمات كان اشدها في بعقوبة التي شهدت عملية انتحارية قتل فيها 7 أشخاص بينهم جندي ومتعاقد أمريكيان وجرح تسعة جنود آخرون؛ كما اعطبت مركبة عسكرية في هجوم آخر بالسيارات المفخخة على دورية أمريكية بالفلوجة؛ كما افادت مصادر الشرطة بان 18 عراقيا من بينهم ضابط في الجيش السابق برتبة لواء و15 من عناصر الشرطة وجندي ورجل أعمال قتلوا في هجمات متفرقة في العراق، كما عثر على ست جثث لاشخاص مجهولين. وتلقى الاميركيون ضربة كبيرة بمقتل أربعة من جنودهم وجرح تسعة آخرين بهجوم انتحاري على مركز اميركي - عراقي للتنسيق في بعقوبة.وبلغ عدد القتلي الأمريكان منذ الغزو في مارس 2003أكثر من 1871 قتيلاً

 • فؤاد السنيورة رئيس الحكومة اللبنانية فال:

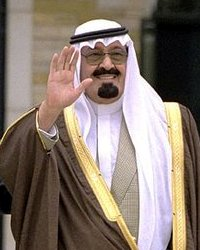
العاهل السعودي

ان محادثاته في المملكة السعودية مع العاهل السعودي الملك عبد الله هدفت إلى اطلاع خادم الحرمين الشريفين على التطورات التي يشهدها لبنان عقب تأليف الحكومة الجديدة، وللتشاور في شتى القضايا العربية التي تهم البلدين. اضاف السنيورة انه رغب في اطلاع المملكة على ما تقوم به الحكومة اللبنانية على صعيد الإصلاحات السياسية والاقتصادية والاجتماعية والإدارية لتمكين الاقتصاد اللبناني من تخطي التحديات.•

• تذكرة الرحلات السياحية للقمر ب 100 مليون دولار

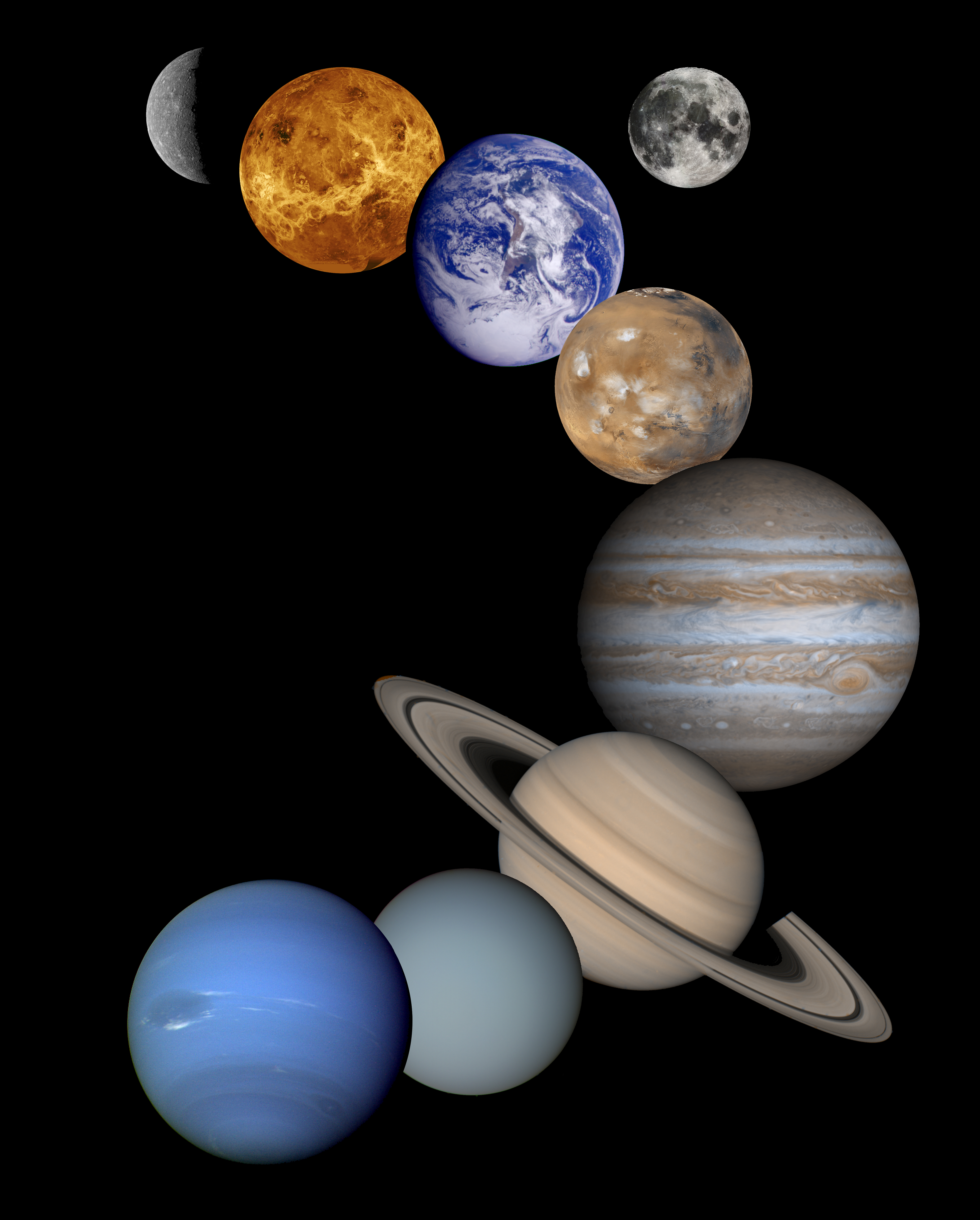
كواكب المجموعة الشمسية مع قمر الأرض.

أعلنت شركة سفر يابانية أنها ستبدأ قريبا في عرض السفر لزيارة الفضاء الخارجي. وقالت الشركة التي تتخذ من طوكيو مقرا لها إنها ستتولى أمر ترتيب الجوزات لزيارة محطة الفضاء الدولية ورحلات أخرى للدوران حول القمر. وتكلفة رحلة للدوران حول القمر تبلغ 100 مليون دولار، بينما يبلغ ثمن تذكرة السفر إلى محطة الفضاء الدولية 20 مليون دولار. كما ستبيع الشركة تذاكر لزيارات قصيرة للفضاء بقيمة 100 ألف دولار للسماح للسياح بالإحساس بفقدان الجاذبية. ستبدأ هذه الرحلات السياحية في عام 2008.
• سورية والأردن ومصر يوحدون أسعار الكهرباء : قال نبيل الشرع، مدير التخطيط في وزارة الكهرباء السورية، إن خبراء التخطيط في الدول الثلاث سيعقدون اجتماعا خلال الشهر الجاري لتحديد أسعار الكهرباء في الدول الثلاث. وسيبحثون أيضا في مسألة التوسع في القدرات الكهربائية المتبادلة بينها، في إطار شبكة الربط الكهربائية بحيث لا يقتصر على الدول الثلاث فقط بل تضم لبنان وتركيا.
• ربط كهربائي بين دول التعاون الخليجي : أعلنت هيئة الربط الكهربائي لدول مجلس التعاون لدول الخليج العربية، انطلاق عملية فتح المناقصات لعقود المرحلة الأولى من مشروع الربط الكهربائي لدول مجلس التعاون الخليجي من المملكة العربية السعودية ومملكة البحرين ودولتي قطر والكويت. لتبادل الطاقة الكهربائية بينهم لمواجهة الطلب في حالات تعطل بعض محطات التوليد في الحالات الطارئة. وتمتد فترة الإنشاء حوالي ثلاث سنوات. وهذا المشروع مكمل لشبكة الربط بين الدول العربية ضمن مشروع الربط الكهربائي العربي الذي يربط الدول العربية بالشبكة الأوروبية والأفريقية.
• حركة كفاية تدعو للتظاهر : دعت الحركة المصرية من أجل التغيير «كفاية» لتظاهرة عامة اليوم بمدينة المنصورة المدينة الرئيسية بمحافظة الدقهلية يشارك فيها منسقو ورموز الحركة بالقاهرة والأقاليم، وتعد المظاهرة استمرارا لسلسلة من المظاهرات التي تنظمها كفاية يوم الأربعاء من كل أسبوع بالميادين المصرية الكبرى بالقاهرة والمحافظات منذ الإعلان عن تعديل الدستور والاستعداد للانتخابات الرئاسية تحت شعار "لنحتشد معا دعمـاً لمطالب القضاة ورفضـاً لمهزلة انتخابات الرئاسة.
• تردد أن الدكتور أيمن نور مرشح حزب الغد لانتخابات الرئاسة حصل على وعد سري من جماعة الإخوان المسلمين بالتصويت لصالحه في الانتخابات المقررة في السابع من سبتمبر القادم. وفضلت الجماعة في بيان لها الاكتفاء بدعوة أنصارها للإدلاء بأصواتهم دون الإشارة لتأييد مرشح بعينه، لتجنب أي تصعيد جديد مع النظام الحاكم. وعدم التصويت للرئيس مبارك.
• السمك يقلل من خطر الإصابة بالنوبات القلبية : أعلن باحثون في جامعة هاروكوبيو بأثينا باليونان أن تناول كمية ما لايقل عن 150 جراما أسبوعيا من الأسماك قد يقلل احتمالات الإصابة بنوبة قلبية أو بأحد الأعراض القلبية الحادة كآلام الصدر المرتبطة بالقلب بنسبة 38%. وانخفاض الإصابة بتلك الأعراض لدى المدخنين بنسبة 11% وبنسبة 24% لدى المصابين بالبول السكري ونشرت نتائج البحث بمجلة طب القلب الدولية.

## أخبار الرياضة
- قررت اللجنة المنظمة لبطولة دوري أبطال العرب لكرة القدم إقامة مباراة العودة بين فريقي شباب رفح الفلسطيني والوحدات الأردني بمدينة غزة الفلسطينية.والمباراة ستقام يوم 30 سبتمبر. وسيكون لها احتفال بارز بمناسبة إخلاء المستوطنات اليهودية بقطاع غزة.و سيتم دعوة كلا من رئيس الاتحاد الأفريقي عيسى حياتو ورئيس الاتحاد الآسيوي محمد بن همام لحضور هذا اللقاء الذي سيبث على الهواء مباشرة.
- حسم الأهلي قمة مباريات المجموعة الثانية ضمن مباريات الجولة الثالثة لبطولة كأس الأمير فيصل بن فهد لأندية الدوري الممتاز في السعودية، بفوزه على الشباب بأربعة أهداف مقابل هدف واحد.
- حكمت اللجنة المنظمة لبطولة دوري أبطال العرب لكرة القدم على نادي الوكرة القطري بعقوبة مالية قدرها 5 آلاف دولار بسبب انسحابه قبل ساعات من إجراء قرعة دوري أبطال العرب مساء يوم الجمعة الماضي.
- نفى الدراج الأميركي لانس آرمسترونج الفائز بسباق فرنسا الدولي للدراجات سبع مرات الأنباء التي تحدثت عن تناوله مواد منشطة أدت لفوزه بالسباق عام 1999 مؤكدا أنه لم يتناول أي عقاقير لتحسين أدائه. وكانت صحيفة ليكيب الرياضية الفرنسية قالت إنها اطلعت على وثائق من أحد المعامل تشير إلى أن ست عينات بول أخذت من آرمسترونج خلال سباق فرنسا عام 1999 أوضحت وجود آثار لعقار «إيريثروبيوتين» المنشط بشكل لا يقبل الجدل.وهذا العقار يزيد من كرات الدم الحمراء. وكان آرمسترونج أحد أشهر الدراجين في العالم قد أعلن اعتزاله بعد فوزه بسباق فرنسا للدراجات للمرة السابعة أواخر شهر يوليو الماضي محققا رقما قياسيا بعدما خاض معركة مع السرطان عام 1999 وأجريت له عمليتان جراحيتان وخضع للعلاج الكيمياوي. •

## الثلاثاء23 أغسطس2005
• أنهت قوات الاحتلال الإسرائيلي عملية إخلاء مستوطنتين في الضفة الغربية بعد يوم صعب من المواجهات مع متشددين يهود كانوا معتصمين داخلهما، وبإنجاز هذه المهمة تكون قوات الاحتلال قد أتمت سحب المستوطنين من كامل مستوطنات قطاع غزة وأربع مستوطنات في الضفة الغربية. وفي جنين أصيب ثلاثة فلسطينيين في مواجهات. •
• مسودة دستور العراق أمام البرلمان : أكد رئيس الجمعية الوطنية العراقية حاجم الحسني استلام الجمعية لمسودة صياغة الدستور الدائم للبلاد في الموعد المحدد على الرغم من وجود العديد من النقاط العالقة التي لم تتمكن لجنة صياغة الدستور من التوصل إلى حل توافقي بشأنها. وتنص مسودة الدستور العراقي التي من المفترض ان تعرض على الجمعية الوطنية على أن العراق دولة فيدرالية بدون أن يتم تعريف هذه الفيدرالية ونوعها وصلاحياتها. والعراق جمهورية برلمانية ديموقراطية ودولة فيدرالية، بدون أن توضح درجة وطبيعة الفيدرالية التي طالب بها الأكرد والبعض من الشيعة. وكان السنة العرب قد ابدوا اعتراضهم على منح المحافظات الجنوبية وضعا فيدراليا.: واعتراضاتهم لن تكون عائقا أمام تقديم مسودة الدستور امام الجمعية الوطنية، التي تكفي أغلبية بسيطة من اعضائها لتمرير الدستور الجديد.ولو حصلت المسودة على موافقة الجمعية الوطنية فستطرح للاستفتاء الشعبي العام في 15 أكتوبرالقادم. وأكد الحسني أن الجمعية الوطنية العراقية ستعمل أيضا خلال الأيام الثلاثة المقبلة على إقرار قانون الانتخابات.

• 
اقتحم الجنود الإسرائيليون مستوطنتي شانور وحوميش بالضفة الغربية مستعملين الجرافات لإزالة الأسلاك الشائكة والحواجز النارية. ولا يزال حوالي 2000 من المستوطنين المدججين بالأسلحة يتحدون الأمر بالاخلاء، وهناك مخاوف من مقاومة شرسة لعملية الإخلاء. وقد تم اخلاء قطاع غزة من 8500 مستوطن يهودي كانوا يقطنون 21 مستعمرة. وهي المرة الأولى التي اخلت فيها إسرائيل طواعية اراض استعمرتها في 1967 وقد تحدث الرئيس الفلسطيني محمود عباس مع رئيس الوزراء الإسرائيلي ارييل شارون هاتفيا لأول مرة منذ شهرين، وعبر عن امله في أن الانسحاب سيبدأ صفحة جديدة من العلاقات بين الطرفين، حسب قول مكتب شارون.
• مسلسل القتل اليومي في العراق : قال الجيش الأميركي في بيان إن جنديا أميركيا قتل في هجوم بصاروخ جنوب بغداد في وقت متأخر بعد ظهر أمس الاثنين، ليرتفع بذلك عدد القتلى الأميركيين خلال الـ48 ساعة الماضية إلى خمسة بعد مقتل جنديين في تلعفر بشمال العراق.وأعلنت مصادر في وزارة الداخلية العراقية أن 26 عراقيا قتلوا في هجمات متفرقة في مناطق مختلفة من البلاد. وكان ثمانية من رجال الشرطة قتلوا، وجرح ثلاثة مدنيين عندما فتح مسلحون مجهولون النار على حافلة كانت تقلهم في الطارمية شمال بغداد.. وكان أربعة من الشرطة قتلوا وجرح ثلاثة آخرون في انفجار سيارة مفخخة في منطقة الدورة جنوب بغداد. وفي بعقوبة قتل عراقيان وجرح ثلاثة آخرون في انفجار عبوة ناسفة خلال مرور دورية أميركية على الطريق. وقام مسلحون مجهولون باغتيال موظف في حماية المنشآت في وسط سوق بعقوبة حيث كان مع أحد أبنائه. وقتلوا سائقيْ شاحنات يعملان في مجال نقل المواد الإنشائية بالقرب من منطقة تبعد 50 كيلومترا شمال شرق بعقوبة. وعثرت قوات الأمن العراقية على خمس جثث مجهولة في مناطق عدة من بغداد. وجثتين في منطقة الغزالية، وجثتين قرب مسجد أم القرى السني، وجثة خامسة في مدينة الصدر الشيعية. وكل الجثث كانت موثوقة الأيدي ومعصوبة الأعين. وفي بيجي قتل خمسة جنود عراقيين من سقوط قذائف هاون على قاعدة الصينية المشتركة بالقرب من بيجي، ومقتل جنديين عراقيين وجرح ثلاثة آخرين من القوة الخاصة المكلفة حماية الأنابيب الشمالية في انفجار عبوة ناسفة في دوريتهم بمنطقة تلول الباج شمال شرق الشرقاط.
• الكويت تتمسك بالحدود مع العراق : اكد صباح الأحمد الصباح رئيس الوزراء الكويتي في اجتماع مع مسؤولي الاعلام والصحف: ان موضوع ترسيم الحدود الكويتية العراقية محسوم ومنته وفق قرارات مجلس الأمن، وذلك تعليقا على الحوادث الحدودية الأخيرة بين البلدين.
• أمريكا تتجاهل تصريحات ليبيا حول التطبيع : خلال المؤتمر الصحفي اليومي الذي عقده شون ماكورماك المتحدث باسم الخارجية تجنبت الخارجية الأميركية تأكيد صحة تصريحات نجل الزعيم الليبي باقتراب تبادل السفراء بين طرابلس وواشنطن وشطب اسم ليبيا من لائحة الدول التي ترعى الإرهاب. وقال: الوقت لم يحن بعد لإعادة العلاقات الديبلوماسية بين واشنطن وطرابلس. وكانت علاقات ليبيا مع الغرب بدأت تتحسن منذ إعلان العقيد معمر القذافي في ديسمبر عام 2003 التخلي عن برنامجه النووي.
• انفجار كبير بشرق بيروت : وقوع انفجار قوي في شرق العاصمة بيروت في وقت متأخرفجر أمس الإثنين. والانفجار وقع في منطقة الزلقا ذات الأغلبية المسيحية ناجم عن انفجار قنبلة، وسمع دويه على بعد عدة كيلومترات. وأسفر الانفجار في موقف للسيارات في أحد المراكز التجارية عن أضرار مادية جسيمة في فندق ومحلات تجارية مجاورة وإصابة شخصين بجروح طفيفة، وكانت سحب الدخان الأسود كانت تتصاعد من موقع الانفجار.

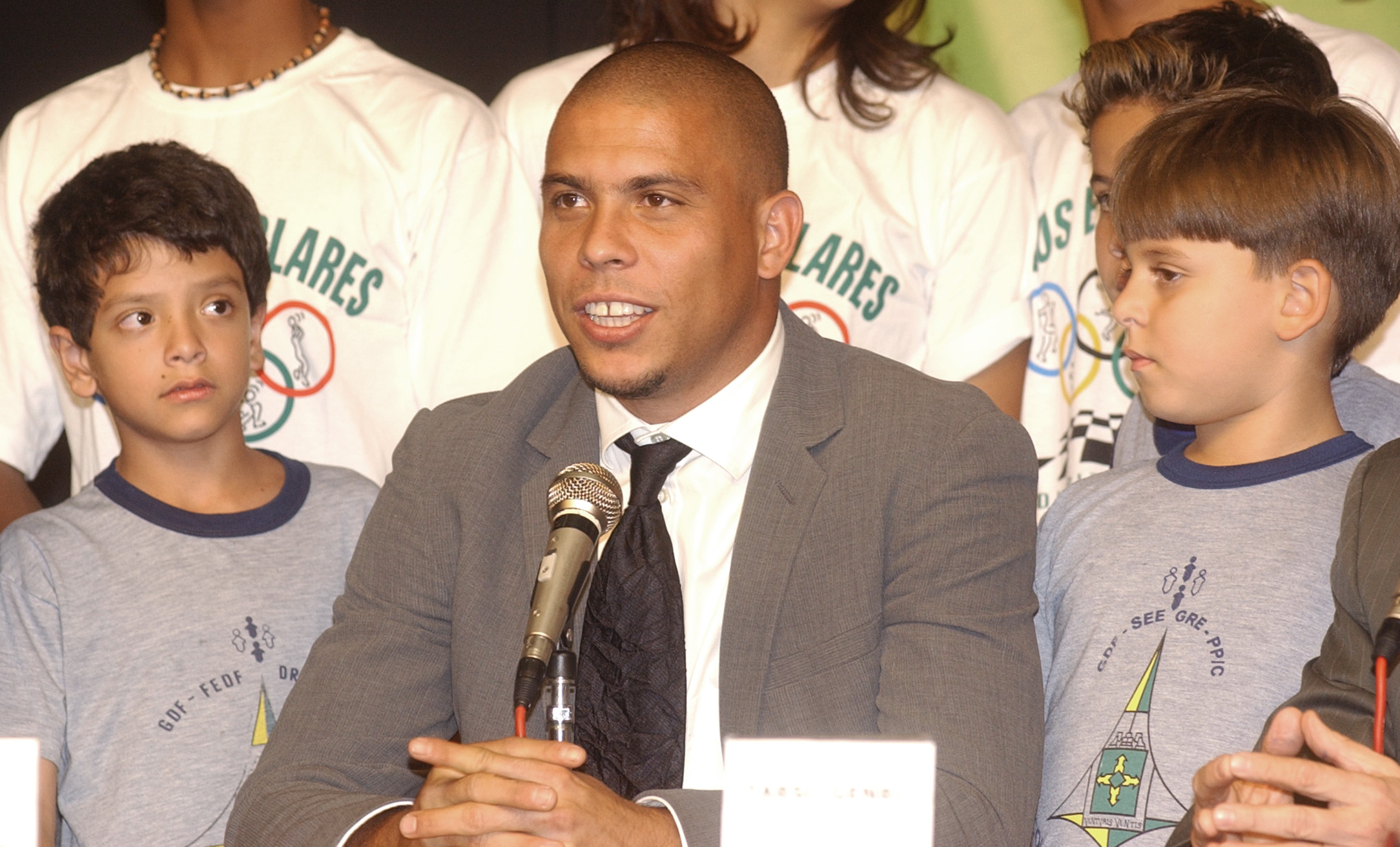
رونالدو

• مارادونا يستضيف نجوم كرة القدم في برنامج تلفزيوني : وافق نجوم نادي ريال مدريد الفرنسي زين الدين زيدان والبرازيليان رونالدو وروبرتو كارلوس على أن يكونوا ضيوفا في البرنامج التلفزيوني الذي سيقدمه نجم كرة القدم السابق دييجو مارادونا. وأعرب نجم الكرة الأرجنتيني عن رغبته في استضافة شخصيات سياسية في برنامجه كالرئيس الأرجنتيني نيستور كيرشنر والكوبي فيدل كاسترو الذي تربطه صداقة منذ زمن طويل.وتأتي هذه الاستضافة لهؤلاء النجوم، بعد استضافة أسطورة كرة القدم بيليه الذي حل ضيفا على مارادونا الاثنين الماضي، وقد استمرت المقابلة ساعتين تضمنت عناقا ودردشة وغناء بعيدا عن خلافاتهم السابقة.
• وعود المرشحين للانتخابات الرئاسية بمصر : |رغم تأكيدات وزارة الإعلام المصرية على الحيادية في تغطية حملات المرشحين، فإن تركيز الصحف ووسائل الإعلام الحكومية المصرية الرئيسي ينصب على حملة مبارك التي تصدرت أنباء جولاته عناوين أخبار الصحف والإذاعة والتلفزيون.وقد واصل مبارك مرشح الحزب الوطني الحاكم في انتخابات الرئاسة جولاته الانتخابية ولقاءاته الجماهيرية في إطار حملته.وركز على فئة الشباب لشرح برنامجه الانتخابي الهادف لمواجهة البطالة بتوفير نحو 4.5 ملايين فرصة عمل خلال ست سنوات.وقد أثار نعمان جمعة مرشح الوفد اعتراضات المرشحين المنافسين متهما مسؤولي التلفزيون المصري بعرقلة تغطية مؤتمره بمدينة بورسعيد.وأكد جمعة في مستهل حملته أن الفترة الماضية شهدت عملية انفراد في اتخاذ القرار مما أحدث فجوة بين المواطن والحكومة، وأدى لاتخاذ العديد من القرارات الخاطئة.وطالب بإلغاء جميع القوانين والمحاكم الاستثنائية. وأيمن نور زعيم حزب الغد والمنافس الأبرز لمبارك عقد مؤتمرا جماهيريا وسط أنصاره بحي باب الشعرية في القاهرة هاجم فيه ما وصفه بالحكم الشمولي في البلاد طيلة السنوات الـ 24 الماضية. وأكد أنه في حالة نجاحه في الانتخابات فإن الحكومة التي سيشكلها ستكون مدتها 24 شهرا تعمل على نقل البلاد مما سماه حكم الفرد الذي تعيشه حاليا إلى حكم برلماني يكون فيه البرلمان مراقبا لكل تصرفات الحكومة ويكون منفصلا عن السلطة. مشيرا إلى أن البداية ستكون بإلغاء قانون الطوارئ والإفراج الفوري عن المعتقلين وإلغاء كل ما يتصل بتشوهات التشريعات المقيدة للحرية مثل قانون الأحزاب وإلغاء قانون حبس الصحفيين.. وأشار إلى أنه سيلغي وزارة الإعلام حتى تخرج من تحت عباءة الحكومة وسيعمل على استقلال القضاء ومنحه الحرية التي يحتاجها كاملة..ولا تزال كشوف الناخبين محل جدل بين المتنافسين على الرئاسة الذين لم يحصل أي منهم على نسخة منها. وفي استطلاع للرأي أجرته قناة ا لجزيرة حاز مبارك علي فرصة الفوز بنسبة 93%
• واجه محمود أحمدي نجاد الرئيس الإيراني المحافظ أول انتقادات علنية له في مجلس الشورى أثناء جلسة مناقشة الثقة بالحكومة. ووجه انتقادات لاذعة إلى الدول الغربية التي تريد اخضاع بلاده في خطاب يعتبر الاشد لهجة منذ انتخابه في 24 يونيو ضد هذه الدول التي «تريد اسكاتنا» وضد «الغزو» الثقافي الذي يهدد الهوية الإيرانية. 

## أخبار الرياضة
- اشتعلت المنافسة في الدور الربع النهائي لبطولة كأس الاتحاد الأفريقي لكرة القدم مع انتهاء جولتها الثالثة بتصدر دولفين النيجيري والإسماعيلي المصري المجموعة الثانية، بينما يتصدر الجيش المغربي فرق المجموعة الأولى.
- تأهل الزمالك المصري إلى الدور نصف النهائي لدوري أبطال أفريقيا لكرة القدم، بفوزه على ضيفه أسيك أبيدجان بطل ساحل العاج 2-1 بالقاهرة في ختام الجولة الخامسة قبل الأخيرة من منافسات المجموعة الثانية لربع نهائي المسابقة. رفع الزمالك رصيده إلى تسع نقاط معززا صدارته للمجموعة يليه النجم الساحلي التونسي الذي رفع رصيده إلى سبع نقط بتعادله مع الترجي نظيره التونسي.
- حسم تشلسي بطل الدوري الإنجليزي لكرة القدم لقاء القمة المبكر مع أرسنال وفاز عليه بهدف نظيف في المباراة التي جرت في ختام المرحلة الثانية للبطولة. سجله المهاجم العاجي ديدييه دروجبا في الدقيقة 73 من المباراة التي جرت على ملعب ستامفورد بريدج بلندن.حي ويستمنستر - لندن

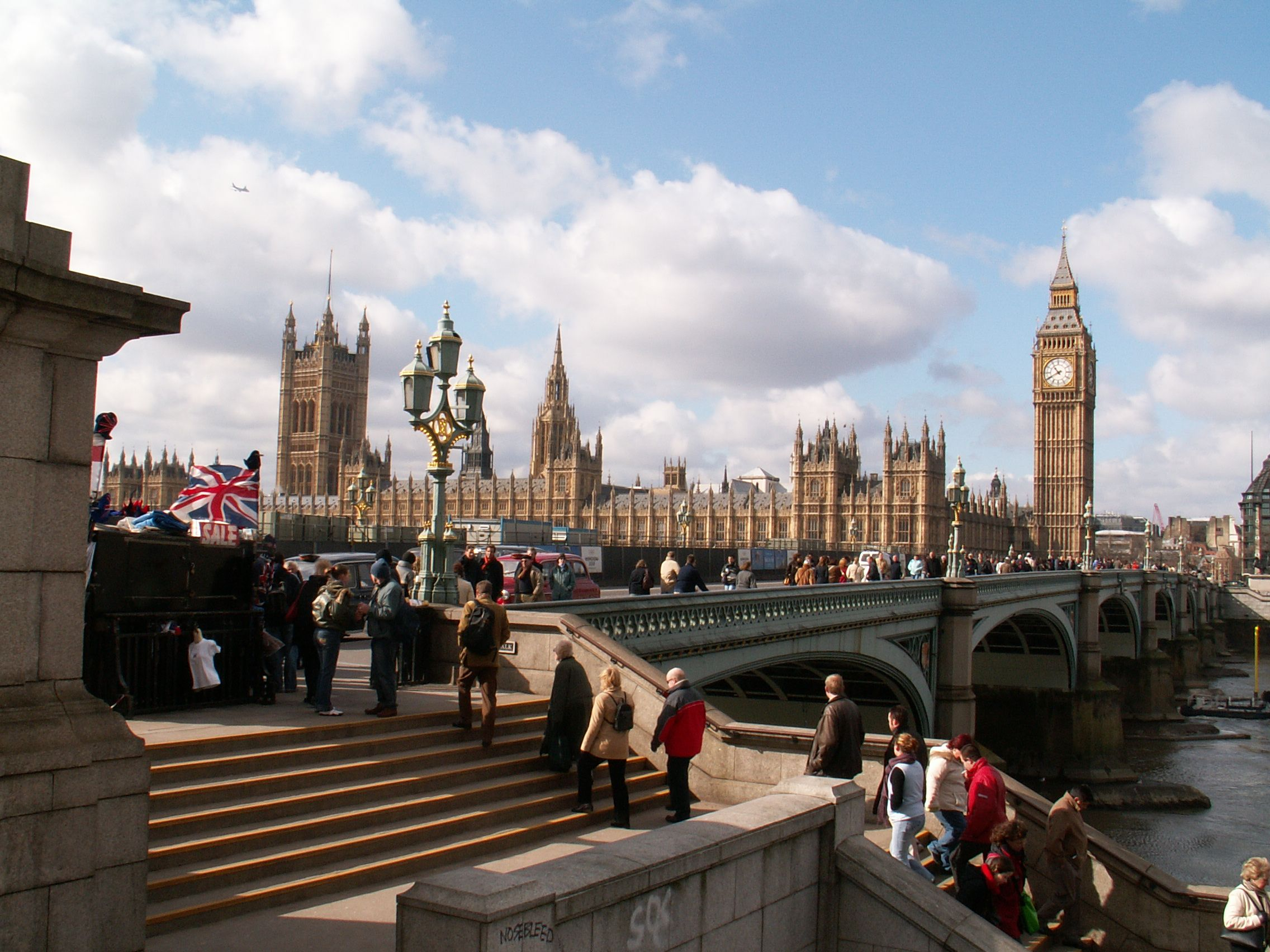
حي ويستمنستر - لندن

- استعاد إيفرتون توازنه بعد خسارته أمام مانشستر يونايتد صفر-2 في المرحلة الأولى وتغلب على مضيفه بولتون بهدف نظيف سجله ماركوس بنت في الدقيقة 52.
- أكد العداء القطري سيف سعيد شاهين، بطل العالم مرتين أنه نجم سباق 3 آلاف متر موانع بلا منازع بفوزه بالمركز الأول في لقاء زيورخ السويسري الدولي لألعاب القوى الجولة الرابعة من الدوري الذهبي.وكان في طريقه لتحقيق لتحطيم رقمه العالمي الذي يبلغ سبع دقائق و53 ثانية و63 جزءا من مائة من الثانية. لكنه سقط أرضا بعد تخطيه الحاجز الأخير فخسر العديد من الثوان وخفف من وتيرة إيقاعه.
- تعادل فريق نادي الأهلي المصري مع الرجاء البيضاوي المغربي بهدف لكل منهما في المباراة التي جمعت بينهما ضمن المجموعة الأولى لدوري أبطال أفريقيا.وجاء تقدم الرجاء في الدقيقة 66 من المبارة التي أقيمت بملعب محمد الخامس في العاصمة المغربية الرباط، عن طريق لاعبه سفيان الوادي، إلا أن مهاجم الأهلي عماد متعب تمكن من إحراز هدف التعادل في الدقيقة الأخيرة من الوقت بدل الضائع.
- برشلونة يفوز بكأس السوبر الإسبانية
- بنفيكا يدافع عن اللقب بتعادله السلبي مع أكاديميكا
- قفز دولفين إلى الصدارة بعد فوزه على إف سي بطل الجابون 3-صفر رافعا رصيده إلى سبع نقاط، مع تقدمه بفارق الأهداف على الإسماعيلي المصري الذي انتزع منه فوزا غاليا على ملعب المقاولون العرب 3-2.
- بوابة:الأحداث الجارية/أرشيف/أغسطس 2005/16-22 أغسطس
- بوابة:الأحداث الجارية/أرشيف/أغسطس 2005/1-12 أغسطس